# Équipe d'Irlande de rugby à XV
Vous lisez un « bon article » labellisé en 2008.
Cet article traite de l'équipe masculine. Pour l'équipe féminine, voir Équipe d'Irlande féminine de rugby à XV.
L'équipe d'Irlande de rugby à XV, surnommée le XV du Trèfle, rassemble les meilleurs joueurs professionnels de l'Irlande ainsi que de l'Irlande du Nord dans les compétitions internationales majeures de rugby à XV, la Coupe du monde de rugby à XV et le Tournoi des Six Nations (appelé Tournoi dans la suite de l’article pour moins se répéter).
L'équipe nationale de rugby d'Irlande représente l'Irlande unifiée (à la fois l'Irlande et l'Irlande du Nord) avec une forte implantation dans certains secteurs géographiques. Cette situation est unique au sein des équipes de rugby internationales car l’équipe d’Irlande est la seule à réunir deux entités politiques différentes, l'Irlande s'étant retrouvée divisée le 6 décembre 1922 (reconnaissance officielle par le Royaume-Uni de l’indépendance de l’État libre d'Irlande). L'Irlande participe au Tournoi des Six Nations. Son palmarès dans cette compétition est de quinze victoires dont quatre Grands Chelems en 1948, 2009, 2018 et 2023 avec huit victoires partagées soit un total de 23 victoires, dont celles remportées lors des éditions 2014 et 2015. L'Irlande participe également à la Coupe du Monde depuis sa création mais elle n'a jamais dépassé le stade des quarts de finale,.
L'Irlande a réussi le passage de l’amateurisme au professionnalisme depuis 1995. Elle a obtenu de bons résultats alors que le pays ne compte que six millions d'habitants et que ce sport est en concurrence avec les sports gaéliques (hurling, camogie et football gaélique) et le football.
La sélection irlandaise peut s’appuyer sur le potentiel des quatre provinces du pays : le Munster, le Leinster, l'Ulster, le Connacht.
Les Irlandais jouent en vert et blanc avec un trèfle sur le cœur. L'IRFU a la charge de gérer l’équipe d'Irlande de rugby à XV depuis 1874. Le XV du Trèfle évolue traditionnellement à domicile au stade de Lansdowne Road (Dublin), propriété de l'IRFU, et ce depuis 1878. De 2007 à 2010, et notamment en 2007 pour leur premier match du Tournoi des Six Nations contre l'Angleterre, l'équipe d'Irlande a évolué dans le stade consacré d’habitude aux sports gaéliques, Croke Park, en raison de la rénovation de Lansdowne Road. Elle rejoue dans le nouveau stade, baptisé Aviva Stadium, depuis 2011. Afin de régler le problème des  « deux hymnes », Amhrán na bhFiann (le chant du soldat) pour une partie des joueurs, et God Save The King pour les autres, l'équipe d'Irlande a adopté Ireland's Call, spécifiquement composé en tant qu'hymne officiel pour ses matchs internationaux.
Aujourd’hui, l'équipe d’Irlande est considérée comme l’une des meilleures sélections nationales au monde. Au 19 mars 2018, elle est deuxième au classement des équipes nationales de rugby. Le 5 novembre 2016 à Chicago, le XV d'Irlande bat l'équipe de Nouvelle-Zélande pour la première fois de son histoire, soit 111 ans, (40-29), mettant fin à une série record d'invincibilité des All Blacks qui durait depuis 2015 et dix-huit rencontres officielles consécutives.

## Histoire

### Introduction du rugby en Irlande et première rencontre internationale

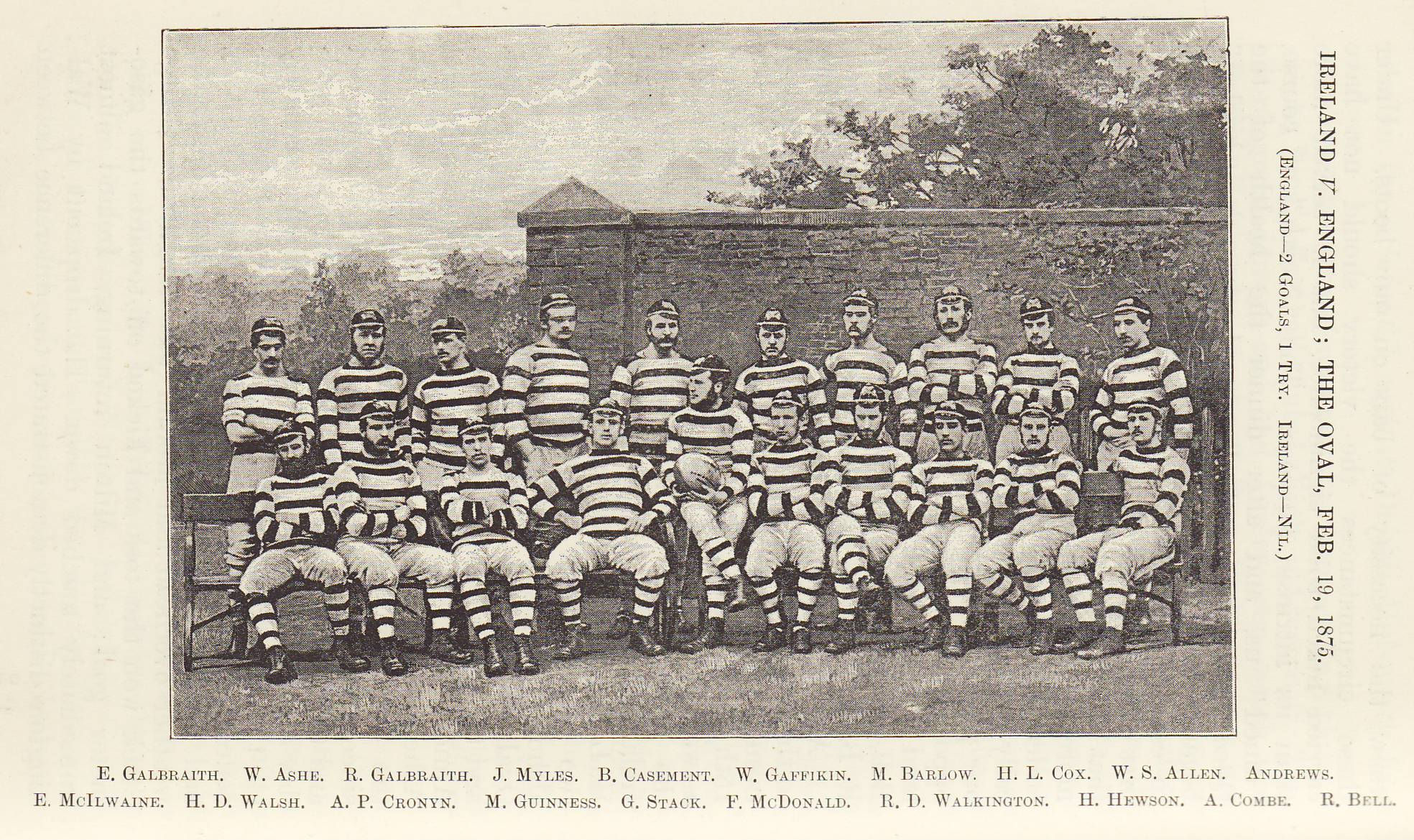
La première équipe d'Irlande contre l'Angleterre (qui ont perdu 7-0), le 15 février 1875.

Tout commence avec le caid, un sport joué en Irlande, et qui possède de fortes similitudes avec le rugby. Cette discipline est pratiquée dans un espace défini, avec un nombre déterminé de joueurs. En 1854 dans la ville de Cork, Peter Shorten fonde un club. En 1867, le Trinity Second XV dispute plusieurs matchs contre le Saint Columba's College et le Hume High Street, deux écoles du Leinster, et aussi contre la Royal School de Dungannon, école du nord du pays. Suivant l'adoption d'une série de nouvelles règles en 1868, le rugby football commence à se répandre dans toute l'Irlande.
En 1874, l'Union du football irlandais (reconstitué en Irish Rugby Football Union, après l'unification avec l'Union d'Irlande du Nord) est formée. L'Irlande perd son premier test match contre l'Angleterre le 15 février 1875, sur le score de 7 points à 0 (voir Angleterre-Irlande en rugby à XV). Les deux équipes ont fait jouer vingt joueurs dans ce match, Robert Walkington est l'un d'eux.

### Premières rencontres pour des débuts difficiles (1870-1889)

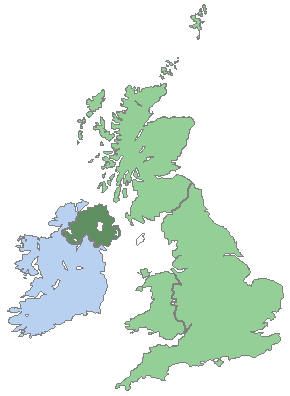
Carte du Royaume-Uni et de l'Irlande.

Le 13 décembre 1875, l'Irlande reçoit l'Angleterre au Leinster Cricket Club de Rathmines dans la banlieue de Dublin et elle perd 4-0. Lansdowne Road est alors inutilisable. Les équipes se rencontrent une fois par an, le match suivant a lieu 5 février 1877 pour une troisième victoire anglaise consécutive sur le score de 8-0. Deux semaines plus tard au stade Ormeau à Belfast, l'Irlande reçoit l'Écosse et s'incline 20-0 (voir Écosse-Irlande en rugby à XV). Le 11 mars 1878, l'Angleterre se déplace en Irlande pour le premier match joué à Lansdowne Road.
Après des débuts difficiles (dix défaites en dix rencontres et pas de point inscrit avant la huitième rencontre), en 1881, les Irlandais obtiennent leur première victoire à domicile. Ils battent les Écossais au stade Ormeau, à Belfast. Les confrontations contre le pays de Galles débutent un peu plus tard sur le plan international avec un match disputé le 28 janvier 1882 à Lansdowne Road. Les Gallois l'emportent 8-0. Le 6 février, une semaine plus tard, l'Irlande réussit le premier résultat positif contre les Anglais avec un match nul 2 partout.
En 1882-1883, les Irlandais disputent le premier Tournoi. Ce n'est qu'en 1884 que les quatre équipes se rencontrent toutes pendant la même saison, en effet il manque le match Irlande-pays de Galles à l'édition de 1883 pour que le Tournoi soit disputé complètement. Lors d'un match face au pays de Galles, en 1884 à Cardiff, deux joueurs irlandais ne sont pas en état de disputer la rencontre ; l'équipe irlandaise est contrainte «d'emprunter» deux joueurs gallois. Les éditions de 1885, 1887 et 1889 ne sont pas complétées, à la suite de disputes entre fédérations.
Les Anglais sont exclus des éditions de 1888 et 1889 du Tournoi en raison de leur refus de rejoindre l'International Rugby Board,.
La première victoire irlandaise à Lansdowne Road est la première victoire de l'Irlande sur l'Angleterre le 5 février 1887 sur le score de 6-0. C'est seulement la deuxième victoire en vingt-cinq rencontres. Robert Warren est le capitaine de l'équipe, Robert Montgomery et CR Tillie inscrivent deux essais transformés par Daniel Rambaut. John Macaulay fait partie de l'équipe. Le 3 mars 1888, l'Irlande enregistre sa première victoire contre le pays de Galles : elle marque un essai, une pénalité et un drop contre rien pour les Gallois.
Le 1er décembre 1888 l'Irlande joue contre les Māori de Nouvelle-Zélande, le premier adversaire non britannique.

### Progression du XV du Trèfle (1890-1914)
En 1894, l'Irlande suit le modèle gallois en utilisant sept arrières au lieu de six. Les Gallois ont une équipe impressionnante et un nouveau système de jeu qui change la face de ce jeu. Le système à « quatre trois-quarts » mis en place depuis 1890 porte ses fruits. Le système à « six arrières/neuf avants » n'est plus de taille contre le système gallois, et avoir quatre trois-quarts devient une norme au niveau des équipes nationales comme des clubs.
En 1894, l'Irlande bat successivement l'Angleterre 7-5, l'Écosse 5-0 et le pays de Galles 3-0, et elle remporte son premier tournoi avec à la clé une Triple Couronne, c'est-à-dire une victoire sur l'Angleterre, l'Écosse, le pays de Galles. C'est seulement la deuxième victoire irlandaise sur l'Écosse en dix-huit rencontres et la deuxième victoire irlandaise sur l'Angleterre en dix-huit rencontres.
Dans les années 1890, le rugby est essentiellement un jeu pour la classe moyenne protestante. Le seul catholique de l'équipe de 1894 d'Edmund Forrest est Tom Crean. Dix huit joueurs ont disputé les trois matchs qui ont permis à l'Irlande de remporter la première Triple Couronne : treize viennent de trois clubs de Dublin, Wanderers, Dublin University et Bective Rangers, et les cinq derniers de l'Ulster.
Si en 1895, l'Irlande ne confirme pas et subit trois défaites, elle remporte en 1896 le Tournoi avec deux victoires et un nul. Le joueur gallois Arthur Gould est au cœur d'un scandale, ce qui conduit au boycott du pays de Galles. Les Tournois 1897 et 1898 ne sont pas complets. Et en 1899, l'Irlande réussit une nouvelle Triple Couronne.
En 1900, les quatre nations de l'Union qui disputent le Tournoi britannique de rugby à XV, ont gagné au moins une fois le titre. La popularité du rugby s'accroît en même temps que le nombre de licenciés et de spectateurs.
Le pays de Galles et l'Écosse dominent la décennie 1900. Cependant, en 1905, les Irlandais gagnent leurs deux premières rencontres. Ils perdent le match décisif contre les Gallois. En 1905, l'intérêt que suscite la visite de la première équipe des All Blacks à Dublin est tel que la IRFU fait le plein pour la première fois. La Nouvelle-Zélande s'impose 15 à 0 devant 12 000 personnes. Le Tournoi britannique de rugby à XV 1906 voit la victoire partagée de l'Irlande avec le pays de Galles. Le 24 novembre 1906, les Sud-Africains affrontent l'Irlande à Belfast, dans le stade Ravenhill, et ce sont les Springboks qui s'imposent difficilement 15-12. Le 20 mars 1909, l'Irlande affronte pour la première fois la France et l'emporte 19 à 8. Les nations britanniques ont pris le dessus sur l'Irlande qui peine. Les premiers pas de la France donnent un peu de répit à l'Irlande.
Le Tournoi des cinq nations 1910 a été remporté par l'Angleterre. La France intègre le Tournoi. En 1911, l'Irlande gagne trois matchs et concède une défaite contre le vainqueur du Tournoi, les Gallois. L'Irlande gagne trois matchs en Tournoi des cinq nations 1912, et remporte le Tournoi pour la cinquième fois en moins de vingt ans.
Le 30 novembre 1912, les Sud-Africains affrontent l'Irlande pour la première fois à Lansdowne Road. L'Irlande, avec sept nouveaux joueurs, est submergée et encaisse dix essais pour un résultat final de 38 à 0, sa plus large défaite en ce début de siècle.

### Avec des hauts et des bas (1919-1939)

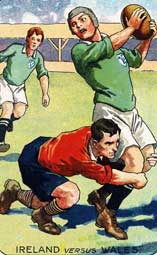
Illustration d'un match entre l'Irlande et le pays de Galles en 1920.

Pour le Tournoi 1920, les Irlandais ne brillent pas et concèdent des défaites à Dublin contre l'Angleterre 14-11, en Écosse 19-0, à Cardiff contre le pays de Galles 28-4. Le 3 avril les Bleus se présentent à Dublin avec deux défaites face aux Gallois et aux Écossais. Ils battent pourtant les Irlandais 15-7. C'est la première victoire tricolore en déplacement. C'est également ce jour-là qu'est envisagé l'admission de la France à l'International Board. L'Angleterre, l'Écosse et le pays de Galles donnent leur accord de principe. Mr Warren, président de l'Irish Rugby Union et secrétaire de l'International Board, promet son appui. Mais cela n'aboutit pas. le Tournoi 1921 ne réussit pas non plus au XV du Trèfle qui est battu à domicile par les Anglais 15-0, le 12 février, par les Gallois, par 6 à 0, le 12 mars, puis par les Français du capitaine René Crabos le 9 avril 1921, à Colombes, 20-10.
L'Irlande obtient de médiocres résultats dans le Tournoi 1922 : elle concède des défaites 12-3 à Dublin contre l'Angleterre le 11 février, 6-3 en Écosse le 25 février, 11-5 au pays de Galles le 11 mars. Le match Irlande-France, le 8 avril, est marqué par un engagement déplacé. Les Irlandais veulent impérativement éviter la cuillère de bois, et les Français veulent terminer sur une note positive après deux nuls et une défaite dans ce Tournoi. La partie est violente, et c'est l'Irlande qui l'emporte 8-3. Les Irlandais, qui ont les premiers durci leur jeu, se plaignent du comportement français. Les choses ne s'améliorent pas entre Français et Irlandais lors du Tournoi 1924. Le troisième ligne Collopy plaque Crabos, et brise la jambe et la carrière du centre français. Géo André, ancien international français devenu au chroniqueur au Miroir des sports écrit à ce propos : « Le fair-play tend à disparaître de nos terrains, car il est malheureux d'écrire que c'est au milieu d'un jeu impitoyable que René Crabos a eu la jambe brisée». Le 1er novembre, les All Blacks se présentent à Lansdowne Road pour leur premier match de leur tournée d'hiver. Après une domination des avants irlandais, la mêlée néo-zélandaise impose sa force. Les Irlandais perdent la rencontre 6-0.
Les choses se calment pendant le Tournoi 1925. Le 1er janvier, les Irlandais s'imposent à Colombes 9-3. Yves du Manoir fait ses débuts internationaux à l'occasion. L'équipe d'Irlande remporte le Tournoi des cinq nations 1926, à égalité avec l'équipe d'Écosse, en gagnant trois rencontres et en perdant contre l'équipe du pays de Galles 11-8 lors du dernier match. Vingt-deux joueurs contribuent au succès de 1926. William Ernie Crawford en est le capitaine, Denis Cussen, George Stephenson, les frères Frank et Tom Hewitt, Eugene Davy, Mark Sugden et Jammie Clinch font également partie de l'équipe. L'Irlande remporte également le Tournoi en 1927.

### Période dorée (1947-1956)

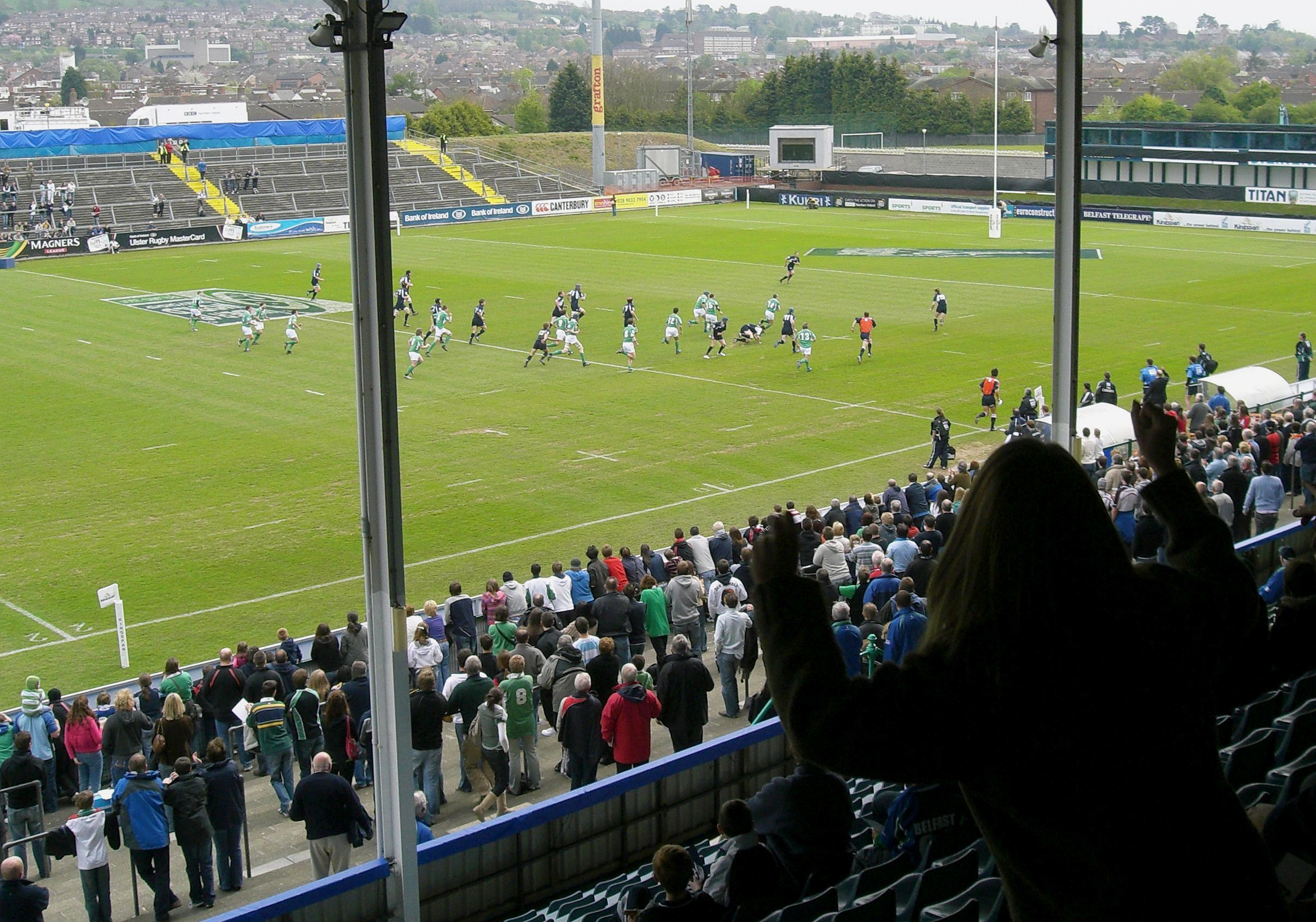
Ravenhill, stade de l'Ulster Rugby.

Après une interruption due à la Seconde Guerre mondiale, le Tournoi reprend en 1947 avec la participation de cinq nations car la France est admise à participer après le Tournoi de 1939. Les Irlandais perdent le premier match contre la France à Dublin 12-8, ils gagnent l'Angleterre 22-0. La victoire de l'équipe d'Irlande à Lansdowne Road est la plus large victoire de l'Irlande sur l'Angleterre sur un score de 22-0 jusqu'à 2007 et la victoire 43-13 du XV du Trèfle à Croke Park. Con Murphy est le capitaine du match contre les Anglais ; c'est le seul joueur irlandais à être capé avant et après la Seconde Guerre mondiale. Les Irlandais s'imposent en Écosse 3-0 et ils perdent la dernière rencontre contre le pays de Galles 6-0. Le 6 décembre 1947, ils reçoivent l'Australie et s'inclinent 16-3.
L'Irlande remporte son premier Grand Chelem en 1948 sous la conduite de son capitaine Karl Mullen.Elle gagne la France à Paris, l'Angleterre au stade de Twickenham, l'Écosse 6-0 à Lansdowne Road avec deux essais inscrits par Jack Kyle et Barney Mullan. Ils gagnent enfin le pays de Galles 6-3 à Ravenhill. En 1949, l'Irlande remporte la Triple couronne, en utilisant dix-neuf joueurs. En 1951, l'Irlande remporte le Tournoi avec trois victoires et un match nul face aux Gallois, à Cardiff. L'année suivante, l'Irlande effectue, pour la deuxième fois en cinquante ans, une tournée à l'étranger. Elle affronte et bat l'Argentine. Le 27 février 1954, les Irlandais affrontent les Écossais au stade Ravenhill, à Belfast. Le capitaine irlandais Jim McCarthy déclare au président de l'IRFU, Sarsfield Hogan, que onze joueurs, issus de l'État d'Irlande refusent de chanter le God save the Queen à côté de l'équipe d'Écosse. Il est convenu qu'un hymne abrégé, connu dans l'Ulster sous le nom de Le salut, soit joué à la place. L'Irlande bat l'Écosse 6 à 0, et décide de ne plus revenir jouer dans le nord du pays. Il faut attendre 2007 pour la revoir. Le XV du Trèfle conclut la décennie en s'imposant face aux Australiens 9 à 6 à Dublin. C'est également la première fois qu'une nation majeure de l'hémisphère Sud est battue par les Irlandais.

### Vaches maigres (1957-1969)
L'Irlande ne remporte pas le Tournoi mais obtient quelques résultats de prestiges : victoires sur les Anglais en 1961 et 1964, et les Écossais en 1963. Elle fait match nul contre les Gallois et les Anglais à Lansdowne Road, fin 1964. En 1965, le XV du Trèfle fait match nul contre la France avant de battre l'Angleterre et l'Écosse. Mais la Triple Couronne lui échappe face au pays de Galles, à Cardiff. Le 10 avril, l'Irlande enregistre sa première victoire contre l'Afrique du Sud : le match a lieu à Lansdowne Road, et le score est de six partout lorsque Tom Kiernan réussit une pénalité à l'ultime minute, arrachant ainsi la victoire. En 1967, l'Irlande bat l'Australie, à Dublin, et récidive en mai face aux mêmes Wallabies, à Sydney, devenant ainsi la deuxième nation de l'hémisphère Nord à remporter un match dans l'hémisphère Sud après le France(vainqueur de l'Afrique du Sud à Johannesburg le 16 aout 1958). Le 26 octobre 1968, les Irlandais battent pour la quatrième fois consécutive les Australiens : 16-3 à Lansdowne Road. En 1969, les Irlandais gagnent 17 à 9 contre les Français à Lansdowne Road, dans le Tournoi des cinq nations ; il s'agit de la première victoire contre les Bleus depuis onze ans. Ils sont invaincus jusqu'à leur dernier match face aux Gallois, qui l'emportent. Pour la troisième fois, les Gallois privent les Irlandais de victoire dans le Tournoi. À l'automne, l'Irish Rugby Football Club Union décide de nommer Ronnie Dawson à la tête de la sélection nationale. Dawson devient le premier sélectionneur du XV du Trèfle.

### Nouvelle embellie (1970-1985)
Le Tournoi des cinq nations 1972 n'est pas achevé à cause des troubles en Irlande du Nord. Après le Bloody Sunday, un mouvement de foule met le feu à l'ambassade britannique de Dublin et des lettres de menace sont adressées aux joueurs. Les Écossais et les Gallois refusent de se déplacer en Irlande. Le Tournoi de 1972 n'est donc pas attribué. Des faits analogues se reproduisent l'année suivante mais cela n'empêche le déroulement de la compétition. L'Angleterre accepte de venir jouer à Dublin. Victoire des Irlandais 18-9 à Lansdowne Road. Lors du repas d'après-match, le capitaine anglais John Pullin déclare : «nous n'avons pas été très bons mais au moins nous nous sommes déplacés». Le Tournoi des cinq nations 1973 voit toutes les équipes gagner à domicile : résultat unique dans les annales, et par conséquent, elles gagnent toutes le Tournoi. Quelques semaines avant le Tournoi, les Irlandais affrontent les All Blacks. Ce match, qui a lieu le 20 janvier, se solde par un score de parité, 10 partout ; l'ultime transformation irlandaise, en toute fin de match, est détournée par le vent.
Le Tournoi 1974 est très serré et les Irlandais, exempts lors de la dernière journée, voient les Gallois auteurs de deux nuls et une victoire lors de leurs trois premières sorties, laisser échapper le Tournoi en perdant 16-12 contre les Anglais à Twickenham. Avec deux victoires, un nul et une défaite face à la France, l'Irlande l'emporte seule, alors que l'Angleterre, dernière, ne compte qu'une défaite de plus. De 1975 à 1977, la sélection nationale est dirigée par Roby Meates.
Les Irlandais connaissent une autre période favorable pendant la première moitié des années 1980 avec trois victoires en 1982, et une défaite face à la France, à Paris, qui les prive de Grand Chelem. Ils remportent également la Triple couronne, la première depuis trente trois ans. Le XV du Trèfle remporte le Tournoi en 1983, à égalité avec la France. En 1985, l'Irlande remporte à nouveau le Tournoi et le Triple couronne, sous la houlette du sélectionneur Mick Doyle. Le match nul face à la France prive l'Irlande du Grand Chelem. L'équipe irlandaise a gagné 13-10 à l'arraché face aux Anglais à Lansdowne Road ; Michael Kiernan réussit un drop à la dernière seconde dans ce dernier mach. Ces victoires sont toutes acquises sous le capitanat de Ciaran Fitzgerald.
Quatre autres joueurs irlandais ont aussi remporté trois fois le Tournoi : Phil Orr, Donal Lenihan, Moss Keane et Hugo MacNeill. Le record de victoires appartient à Fergus Slattery avec quatre succès en 1973, 1974, 1982 et 1983.

### Période noire (1986-1999)
En 1986, l'Irlande perd tous ses matchs dans le Tournoi, mais bat la Roumanie en novembre : 60-0, et dix essais. C'est, à cette époque, la plus large victoire dans une rencontre internationale. L'année suivante est celle de la première Coupe du Monde de rugby. Elle se tient en Nouvelle-Zélande, et voit les Irlandais battre les Canadiens et les Tongiens, ce qui leur permet d'accéder aux quarts de finale où ils perdent par 35-15 contre les Australiens.
La Coupe du Monde 1991 se tient en Angleterre, en Irlande et en France du 3 octobre au 2 novembre 1991. Lors de la première phase, l'Irlande a comme adversaire l'Écosse, le Japon et le Zimbabwe. Après deux victoires faciles sur le Japon et le Zimbabwe, l'Irlande est battue par l'Écosse à Murrayfield. En quart de finale, les Australiens ne sont jamais capables de distancer les Irlandais, le XV du Trèfle mène au score 18-15 en fin de match et quasiment lors de la dernière action, Michael Lynagh inscrit un essai en coin pour briser les cœurs irlandais et envoyer les siens affronter les champions en titres, la Nouvelle-Zélande.
En 1995, la troisième Coupe du monde se tient en Afrique du Sud. Le XV du Trèfle tombe dans la poule avec la Nouvelle-Zélande, le pays de Galles et le Japon. L'Irlande est battue par les All Blacks mais remporte le match contre le Japon, et celui contre le pays de Galles de justesse, 24-23. En quart de finale, l'Irlande affronte les Bleus qui les battent 36-12.
La quatrième Coupe du monde est organisée en 1999 par le pays de Galles. Les matchs de poules sont répartis entre l'Angleterre, la France, l'Irlande et le pays de Galles. L'Irlande joue en poule contre l'Australie, la Roumanie et les États-Unis. Battus par les Wallabies, mais vainqueurs des deux autres équipes, les Irlandais doivent disputer un match de barrage contre les Argentins. Ces derniers l'emportent 28-24 et privent les Irlandais d'une quatrième présence consécutive en quart de finale de Coupe du monde.
Dans le Tournoi, l'Irlande réussit sa meilleure performance en 1987, en terminant à la deuxième place. Pour le reste, ce sont la France et l'Angleterre qui se disputent le trophée. Seuls l'Écosse et le pays de Galles parviennent à tirer leurs épingles du jeu. L'Irlande enregistre ses plus mauvaises performances en finissant dernière à six reprises.
Malgré le mauvais bilan sportif des dernières années, le rugby irlandais s'améliore rapidement, avec l'avènement du professionnalisme. L'I.R.F.U. décide de convertir les quatre provinces en clubs, et de les doter d'une puissance financière leur permettant de retenir les meilleurs joueurs en Irlande. Les clubs tissent des liens très forts avec les clubs amateurs et les écoles de rugby. La proximité géographique de la plupart des joueurs de la sélection nationale aide à cimenter d'excellentes relations avec les joueurs.

### Renaissance de l'Irlande (2000-2009)

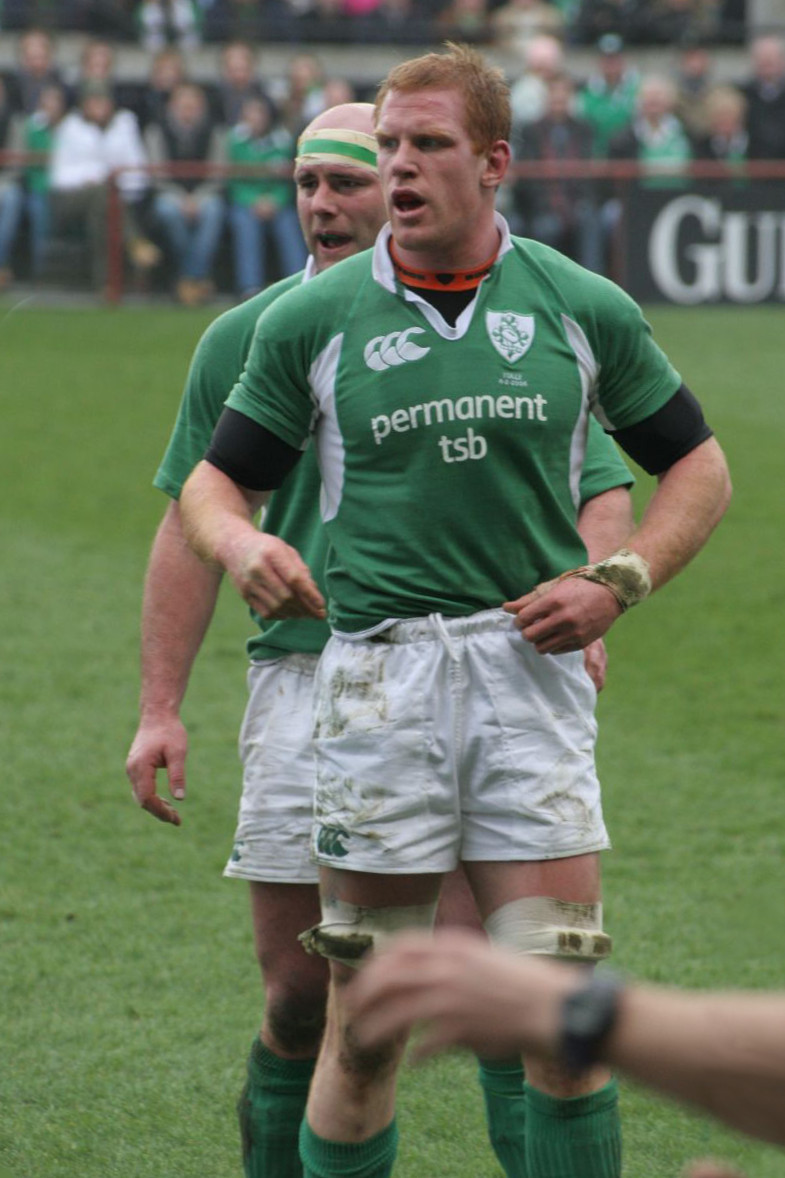
Paul O'Connell.

Le nouveau format du Tournoi, avec l'arrivée de l'Italie en 2000, correspond à la résurgence du XV du Trèfle. L'Irlande finit troisième, en remportant trois matchs, dont l'un au Stade de France contre la France (27-25). En 2001, l'Irlande finit deuxième, avec deux victoires à domicile face aux anglais (20-14) et aux français (22-15). Mais le Tournoi est marqué par une épidémie de fièvre aphteuse qui contraint à décaler les matchs contre l'Écosse et l'Angleterre en octobre. Malgré d'excellents résultats qui ont vu l'Irlande passer de la quatrième place du Tournoi, en 1999, à la deuxième en 2001, Warren Gatland est démis de ses fonctions à l'automne, et c'est son adjoint Eddie O'Sullivan qui prend les rênes de la sélection irlandaise. Le 8 mars 2003, l'Irlande l'emporte par (15-12) face à la France. Anglais et Irlandais sont au coude-à-coude, mais l'Angleterre l'emporte (42-6) à Lansdowne Road, et signe son douzième Grand Chelem. Cette défaite met un terme à une série de dix matchs sans défaite des irlandais.
Lors de la Coupe du monde de rugby 2003, l'équipe d'Eddie O'Sullivan doit affronter, en matchs de poule, l'Australie, l'Argentine, la Roumanie et la Namibie. Après deux victoires faciles contre la Roumanie (45-17) et la Namibie (64-7), l'Irlande bat d'un point les Pumas (16-15), puis est battue d'un point par les Wallabies (17-16). Le XV du Trèfle est défait contre la France en quart de finale (43-21).
L'Irlande obtient encore la deuxième place lors du Tournoi 2004, perdant le Grand Chelem contre la France cette fois. Néanmoins, elle l'emporte face au XV de la Rose à Twickenham (19-13), devenant ainsi la première nation à battre les champions du monde 2003. Finissant à la deuxième place, l'Irlande obtient la Triple couronne. L'Irlande a des ambitions pour le Tournoi 2005. En gagnant ses trois premiers matchs, les Irlandais rêvent au Grand Chelem, le premier depuis 1948. Mais l'équipe d'Eddie O'Sullivan glisse à la 3e place avec des défaites contre la France à domicile (26-19), et à Cardiff contre le pays de Galles (32-20). En 2006, un mauvais début de match contre la France coûte à Eddie O'Sullivan son premier Tournoi et son premier Grand Chelem, cependant les Irlandais ont montré un rugby offensif remportant une nouvelle Triple couronne, en gagnant face aux Gallois (31-5), aux Écossais (15-9) et chez les Anglais (28-24).

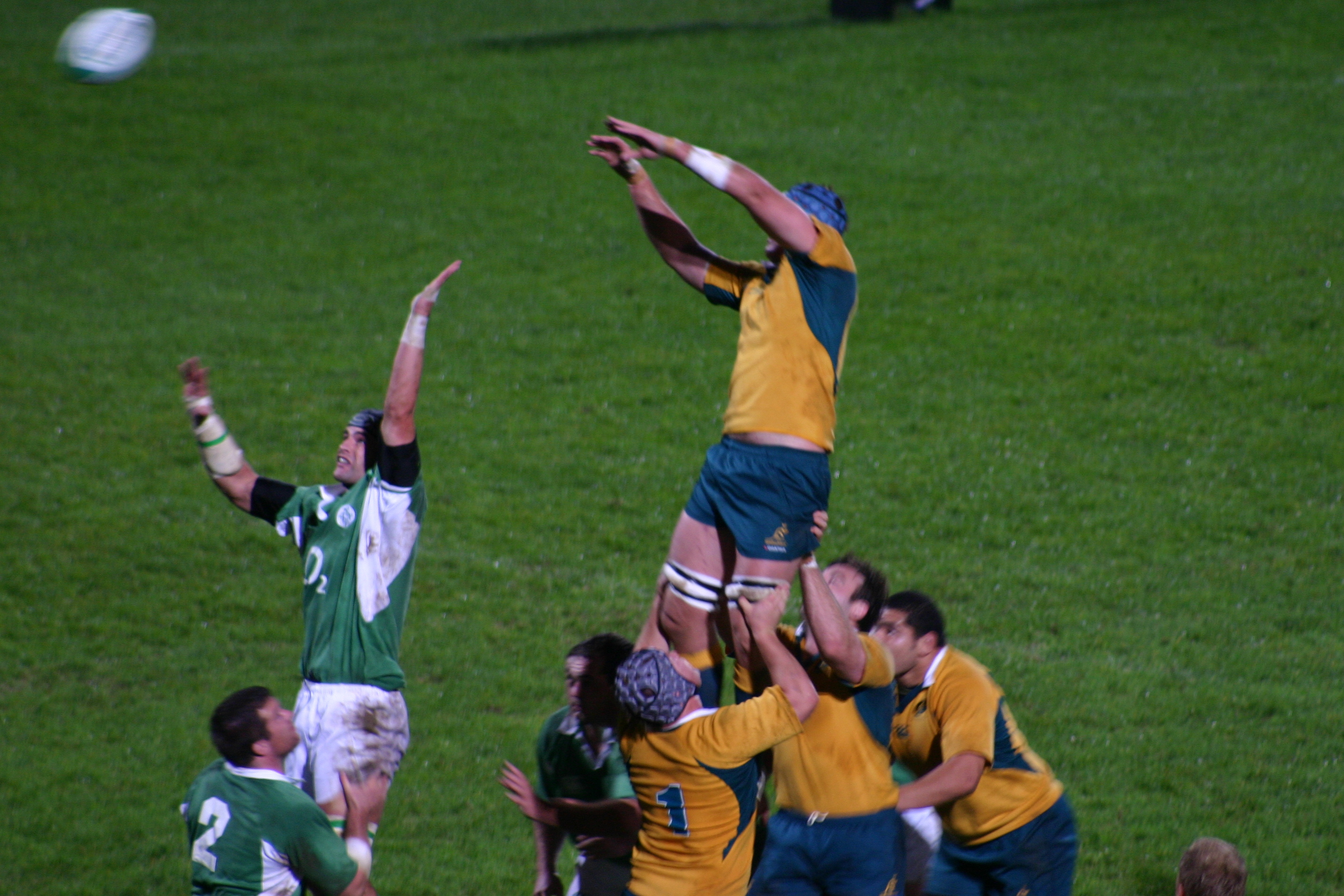
Irlande - Australie.

Lors de la traditionnelle tournée d'été dans l'hémisphère Sud, les Irlandais perdent deux fois la Nouvelle-Zélande (34-23) et (27-17). Ils se présentent à Perth, face aux Wallabies, totalement éreintés. Ces derniers les battent sévèrement (37-15). Pour la tournée d'automne, l'Irlande reçoit à Lansdowne Road respectivement l'Afrique du Sud, l'Australie et l'équipe des Îles du Pacifique. Sud-africains et Australiens, en repérage pour la Coupe du monde 2007, se déplacent avec des effectifs expérimentaux. Les Springboks sont battus (32-15). Face aux Australiens, le public s'attend à un duel entre les lignes arrières, mais le mauvais temps ne le permet pas, et le XV du Trèfle l'emporte (21-6). Contre les Îles du Pacifique, les Irlandais gagnent (61-17), Paddy Wallace s'illustrant en inscrivant 26 points. L'Irlande clôt l'année 2006 en atteignant la troisième place du classement IRB.
L'année 2007 débute avec l'annonce de la reconstruction de Lansdowne Road. Pendant la durée des travaux, les matchs à domicile de la sélection irlandaise se tiennent à Ravenhill, après cinquante-trois ans d'absence. Mais tous les matchs des prochaines éditions du Tournoi se tiennent à Croke Park, siège des sports gaéliques. L'Association des sports gaéliques accepte d'assouplir ses règles en ce qui concerne l'organisation des matchs. Dans ce stade, l'Irlande perd contre la France (20-17) et gagne contre l'Angleterre (43-13). En battant le pays de Galles (19-9) et l'Écosse (19-18), L'Irlande obtient donc encore la deuxième place lors du Tournoi 2007, et décroche une nouvelle fois la Triple Couronne. Brian O'Driscoll, Ronan O'Gara, Girvan Dempsey, Peter Stringer et les avants Malcolm O'Kelly, Paul O'Connell, font partie de cette équipe qui a réalisé trois Triples Couronnes en quatre années. Cependant, elle n'a pas gagné le Tournoi. Durant le mois de mars, l'IRFU crée la « Sélection des hautes performances » afin de favoriser l'éclosion internationale des joueurs les plus prometteurs, grâce notamment aux infrastructures dont disposent l'équipe première. Le but est de faciliter la transition entre les anciens et les nouveaux joueurs de la sélection nationale.
L'Irlande entame la Coupe du monde de rugby 2007 avec des ambitions. Elle occupe l'une des six premières places du classement mondial. Le 9 septembre 2007, les Irlandais battent la Namibie (32-17), sans convaincre. Ils battent par la suite la Géorgie (14-10), avant de perdre leurs illusions contre la France (25-3) et l'Argentine (30-15) pour finir 3e de la poule D et d'être éliminés. Eddie O'Sullivan reste à la tête de la sélection durant le tournoi de six nations, mais après la 4e place obtenue, il démissionne.
Eddie O'Sullivan reste à la tête de la sélection. Durant le tournoi 2008, L'Irlande ne remporte que deux victoires à domicile contre l'Italie (16-11) et l'Écosse (34-13) et concède trois défaites, l'une à Lansdowne Road contre le pays de Galles (16-12) et deux à l'extérieur contre la France (26-21) et l'Angleterre (33-10). Terminant à la quatrième place, O'Sullivan démissionne. Le 7 mai 2008, Declan Kidney, alors entraîneur du Munster, est nommé à la tête du XV d'Irlande. Finissant la saison avec sa province, c'est Michael Bradley, l'entraîneur du Connacht qui assurera l'intérim jusqu'à sa prise de fonction durant l'été 2008.
Lors du tournoi 2009, l'Irlande débute par une victoire sur la France (30-21), puis gagne en Italie (38-9). Elle continue en battant l'Angleterre (14-13), puis gagne à Murrayfield contre l'Écosse (22-15). Le 21 mars, en battant les gallois, chez eux aux Millennium Stadium à Cardiff par une courte victoire, (17-15) acquise dans les derniers instants, elle obtient son deuxième grand chelem, 61 ans après celui obtenu en 1948.
L'Irlande confirmera sa grande forme en faisant une très bonne tournée de novembre, en battant les Fidji (41-6), en faisant match nul contre l'Australie (20-20) et en battant les champions du monde en titre, l'Afrique du Sud (15-10).

### Difficile confirmation (2010-2013)
Lors du tournoi 2010, tenant du titre, les Irlandais termine à la deuxième place, avec deux défaites au Stade de France face à la France (33-10) et à Croke Park face à l'Écosse (23-20).
Le 19 mars 2011, elle remporte brillamment la dernière rencontre du tournoi des six nations 2011 face à l'Angleterre (24-8), empêchant les Anglais de remporter le grand chelem. Les Irlandais finissent troisièmes du tournoi.
Les Irlandais entament la Coupe du monde 2011, par une victoire face aux États-Unis (22-10) sans convaincre et sans obtenir le bonus offensif. Mais l'Irlande crée la surprise en dominant une des équipes favorites, l'Australie sur le score de (15-6), première victoire contre les Australiens en 5 rencontres de coupe du monde. Les Irlandais se qualifient en 1/4 de finale en battant la Russie (62-12) et l'Italie (36-6), terminant 1er de la poule (leur meilleur résultat en poule). Cependant ils échouent face au pays de Galles en 1/4 de finale (22-10).
L'Irlande commence le tournoi 2012 par une défaite à l'Aviva Stadium face au pays de Galles (23-21). Elle bat ensuite l'Italie (42-10), puis fait match nul au Stade de France face à la France (17-17). L'Irlande bat ensuite l'Écosse (32-14), puis perd à Twickenham face à l'Angleterre (30-9), la faisant terminer à la troisième place du tournoi.
L'Irlande entame la tournée d'été face à la Nouvelle-Zélande par une défaite (42-10). Lors du deuxième test, elle aurait pu arracher un nul si Dan Carter n'avait pas passé un drop à la 79e minute (22-19). Malgré la reprise de confiance après la très courte défaite du 2e test, les Irlandais sont vaincus sur le score de (60-0) lors du dernier match, synonyme de leur pire défaite historique. En automne, les Irlandais perdent à domicile face à l'Afrique du Sud (16-12), mais battent ensuite largement les Fidji (53-0), puis l'Argentine (46-24).
Le tournoi des six nations 2013 tourne vite à la catastrophe pour l'Irlande. Après une victoire contre le pays de Galles (22-30), elle concède deux défaites consécutives contre l'Angleterre (6-12) et l’Écosse (12-8), puis ne parvient pas à se départager avec la France (13-13) avant d'essuyer une nouvelle défaite, inédite, contre l'Italie (22-15). Elle termine à la cinquième place.
Le contrat de Declan Kidney n'est pas prolongé. Le 29 avril, c'est le Néo-Zélandais Joe Schmidt qui est nommé nouveau sélectionneur.
En juin, L'Irlande effectue une tournée en Amérique du Nord, battant difficilement les États-Unis (15-12), puis plus facilement le Canada (40-14). Lors de la tournée d'automne, les Irlandais commencent leur série de trois rencontres à domicile, par une large victoire face aux Samoa (40-9). Mais ils perdent ensuite face à l'Australie (32-15), puis face à la Nouvelle-Zélande (24-22), à la suite d'un essai concédé dans les arrêts de jeu.

### Fin de l'ère O'Driscoll et son héritage (depuis 2014)
Lors du Tournoi 2014, l'Irlande débute par deux victoires à domicile, contre l'Écosse (28-6), et le pays de Galles (26-3), avant de s'incliner de trois points face aux Anglais à Twickenham (13-10) dans un match de très haut niveau. Après une victoire à l'Aviva Stadium face à l'Italie (46-7), le XV du Trèfle va s'imposer face aux Bleus au Stade de France sur le score de 20 à 22 et remporte le Tournoi, offrant un dernier titre à Brian O'Driscoll pour sa 141e et dernière sélection. En juin, les Irlandais se rendent en Argentine et remportent deux victoires face aux Pumas (29-17) et (23-17). En automne, les Irlandais remportent trois victoires à domicile, respectivement face à l'Afrique du Sud (29-15), la Géorgie (49-7) et l'Australie (26-23).
En 2015, l'Irlande commence le Tournoi par une nette victoire à Rome face à l'Italie (3-26), avant de s'imposer de justesse à domicile face à la France (18-11). Puis Elle s'impose face à l’Angleterre (19-9), mais s'incline ensuite au Millennium Stadium face aux Gallois (23-16). En s'imposant largement à Murrayfield face à l'Écosse (10-40), le XV du trèfle remporte le Tournoi grâce à une meilleure différence de points et conserve donc son titre, ce qui ne lui était plus arrivé depuis 1949.
Faisant partie de la poule D lors de la Coupe du monde, en compagnie de la France, de l'Italie, de la Roumanie et du Canada, l'Irlande termine première de son groupe, remportant tous ces matchs, dont une victoire 24 à 9 face aux Bleus. Qualifiée pour les quarts de finale, l'Irlande diminuée par les blessures de son capitaine Paul O'Connell et de son ouvreur Jonathan Sexton, est éliminée de la compétition par l'Argentine (20-43).
Après un Tournoi des Six Nations terminé à la troisième place, deux victoires face à l'Italie et l'Écosse et un match nul face aux Gallois, l'Irlande se rend en Afrique du Sud en juin pour une tournée de trois tests, avec une victoire 26 à 20 lors de la première rencontre puis deux défaites. Lors des matchs internationaux de novembre, elle remporte la première victoire de son histoire face aux Néo-Zélandais sur le score de 40 à 29 à Chicago le 5 novembre 2016. Cela met également un terme à une série de dix-huit victoires successives de son adversaire. Après une défaite 21 à 9 face à ces mêmes All Blacks à Dublin, l'Irlande s'impose face à l'Australie sur le score de 27 à 24. Elle devient ainsi la première équipe de l'hémisphère nord, depuis l'Angleterre en 2003, à battre les trois nations majeurs de l'hémisphère sud lors de la même année.
Lors du Tournoi 2017, l'Irlande termine à la seconde place du classement après des défaites face aux écossais et aux gallois. Le tournoi se conclut par un match face à l'Angleterre qui tente alors de remporter le grand chelem. Mais le XV de la rose est défait à l'Aviva Stadium (13 à 9). L'équipe irlandaise dispute la tournée de juin sans ses internationaux retenus pour la tournée des Lions (soit onze joueurs) face aux États-Unis et au Japon. En novembre, ils font chuter les Sud-Africains sur le score de 38 à 3, soit la plus large victoire irlandaise sur la nation arc-en-ciel. Suivent deux victoires face à l'Argentine et aux Fidji.
En 2019, le XV du Trèfle fait partie de la poule A en compagnie du pays organisateur de la Coupe du monde, le Japon. Ce dernier bat l'Irlande pour la première fois de son histoire (19 à 12). Les Irlandais finissent deuxièmes de leur poule et affrontent la Nouvelle-Zélande en quarts de finale, contre laquelle ils sont largement défaits 46 à 14.
En 2023, l'équipe d'Irlande remporte le Tournoi des Six Nations en réalisant le Grand Chelem.
En septembre 2023, lors d'un match disputé contre les Tonga dans le cadre de la Coupe du monde 2023, Jonathan Sexton bat le record du nombre de points inscrits par un joueur irlandais en atteignant la barre des 1 090 points. Le record était jusqu'alors détenu par Ronan O'Gara (1 083).
Arrivée à la Coupe du monde 2023 avec le rang de numéro 1 au classement World Rugby, l'équipe d'Irlande domine la poule B en battant notamment les Springboks, champions du monde en titre, 13 à 8. Ses espoirs sont cependant une nouvelle fois déçus en quarts de finale, à l'issue d'un match d'anthologie dont la Nouvelle-Zélande sort victorieuse 28 à 24.

## Les symboles

### La tenue vestimentaire
Les Irlandais jouent en vert et blanc, portant le trèfle irlandais de l'IRFU sur le cœur.
Le maillot est actuellement fabriqué par la société Canterbury et Vodafone apparaît comme sponsor maillot.

### Les drapeaux, les hymnes

Le drapeau des quatre provinces de l'Irlande est le seul drapeau utilisé quand l'Irlande ne joue pas en Irlande.

L'équipe d'Irlande réussit à rassembler les nationalistes et les unionistes. Les joueurs sont issus de la république d'Irlande et de l'Irlande du Nord, qui appartient au Royaume-Uni, ce qui complique le choix du drapeau et de l'hymne. Pendant longtemps, c'est l'Amhrán na bhFiann, l'hymne de la république d'Irlande, qui était joué quand le XV du Trèfle recevait à Dublin, le  God Save the Queen, l'hymne britannique, qui était joué à Belfast, et aucun hymne quand l'équipe jouait à l'extérieur. En avril 1995, un hymne fut spécialement créé à la demande de la fédération irlandaise de rugby: l'Ireland's Call. Depuis, c'est l'Ireland's Call qui est joué à l'extérieur, tandis qu'à Dublin deux hymnes sont joués : l'Amhrán na bhFiann et l'Ireland's Call. En 2007, lors d'un match Irlande-Italie à Belfast, la fédération irlandaise de rugby s'est opposée aux organisateurs qui souhaitaient faire jouer le God Save the Queen  en plus de l'Ireland's Call.
De même, la question du drapeau est un sujet sensible. Un drapeau avec les symboles des quatre provinces irlandaises est déployé lors de tous les matchs. Le Tricolore irlandais, drapeau officiel de la république d'Irlande, est déployé à côté de lui pour les matchs à Dublin. Pour certains matchs, le drapeau de l'IRFU est déployé sur la pelouse durant les cérémonies d'avant match. Dans la foule, il est possible de voir des supporters arborer les couleurs de la république d'Irlande ou de l'Irlande du Nord.

### Les «XV du Trèfle»

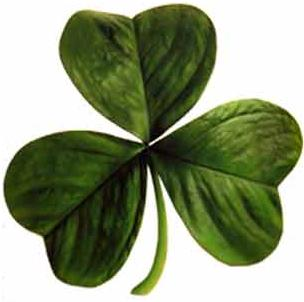
Le shamrock, le trèfle irlandais.

Le shamrock, une marque déposée symbole de l'Irlande, est un trèfle blanc à trois feuilles, appelé parfois trifolium repens. Le shamrock est souvent le badge, l'emblème d'équipes sportives, d'organisations étatiques originaires d'Irlande : l'IRFU, le Shamrock Rovers, Aer Lingus, l'University College Dublin, l'université Notre-Dame l'utilisent comme symbole identitaire. Selon l'Oxford English Dictionary, le trèfle à trois feuilles représente la Sainte Trinité, il a été utilisé par saint Patrick pour expliquer la Sainte Trinité aux Irlandais ne connaissant pas le catholicisme. C'est pour cela que le trèfle à trois feuilles est associé à la fête nationale irlandaise : la fête de St Patrick.

## Infrastructures

### Les stades de l'équipe d'Irlande

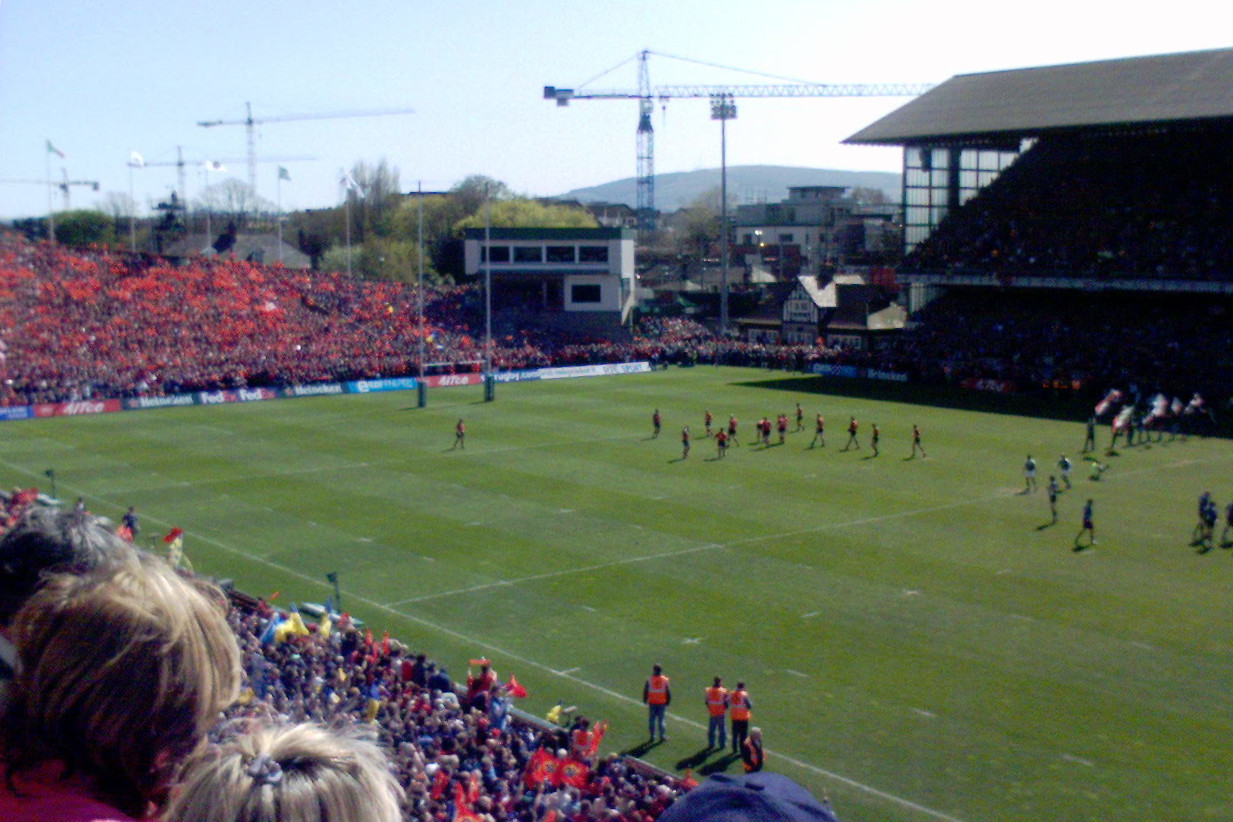
Lansdowne Road, stade national du rugby irlandais, pendant une rencontre Munster-Leinster.

Lansdowne Road était  le stade où se tenaient les rencontres du XV du Trèfle et de l'Équipe d'Irlande de football jusqu'à sa démolition en 2007. Il accueillait également de manière ponctuelle le Leinster Rugby, principalement lors de rencontres de Coupe d'Europe. Le premier match joué dans cette enceinte a lieu le 11 mars 1878, et voit l'Irlande affronter l'Angleterre. Néanmoins, il faut attendre la fin des années cinquante avant que les joueurs irlandais ne se fixent définitivement dans ce stade.

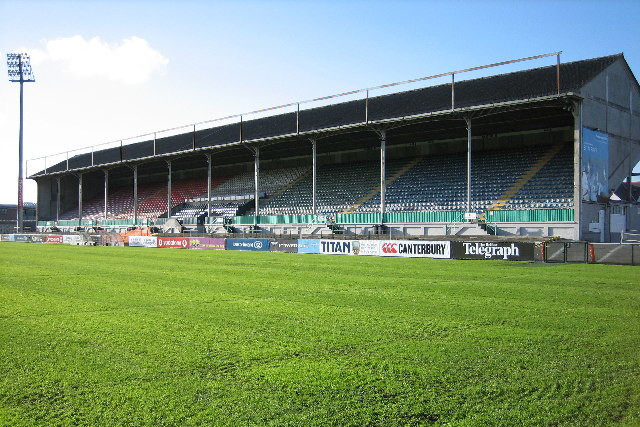
Ravenhill Stadium de Belfast dans la province de l'Ulster.

Le tout premier match à domicile des Irlandais a lieu le 13 décembre 1875 au Leinster Cricket Club de Rathmines ; ils y affrontent les Anglais. Belfast abrite plusieurs matchs dans ses deux stades : Ormeau, et surtout Ravenhill. Rapidement, Ravenhill devient le stade de Belfast où les Irlandais affrontent leurs adversaires. Qu'il s'agisse de match officiel ou de rencontre amicale, le XV du Trèfle reçoit alternativement à Ravenhill ou à Lansdowne Road. Néanmoins, à cause de problèmes politiques, la sélection irlandaise joue le 27 février 1954 son dernier match à Ravenhill, et n'y revient que cinquante-trois ans plus tard. Dès lors, l'Irlande va jouer à Lansdowne Road.

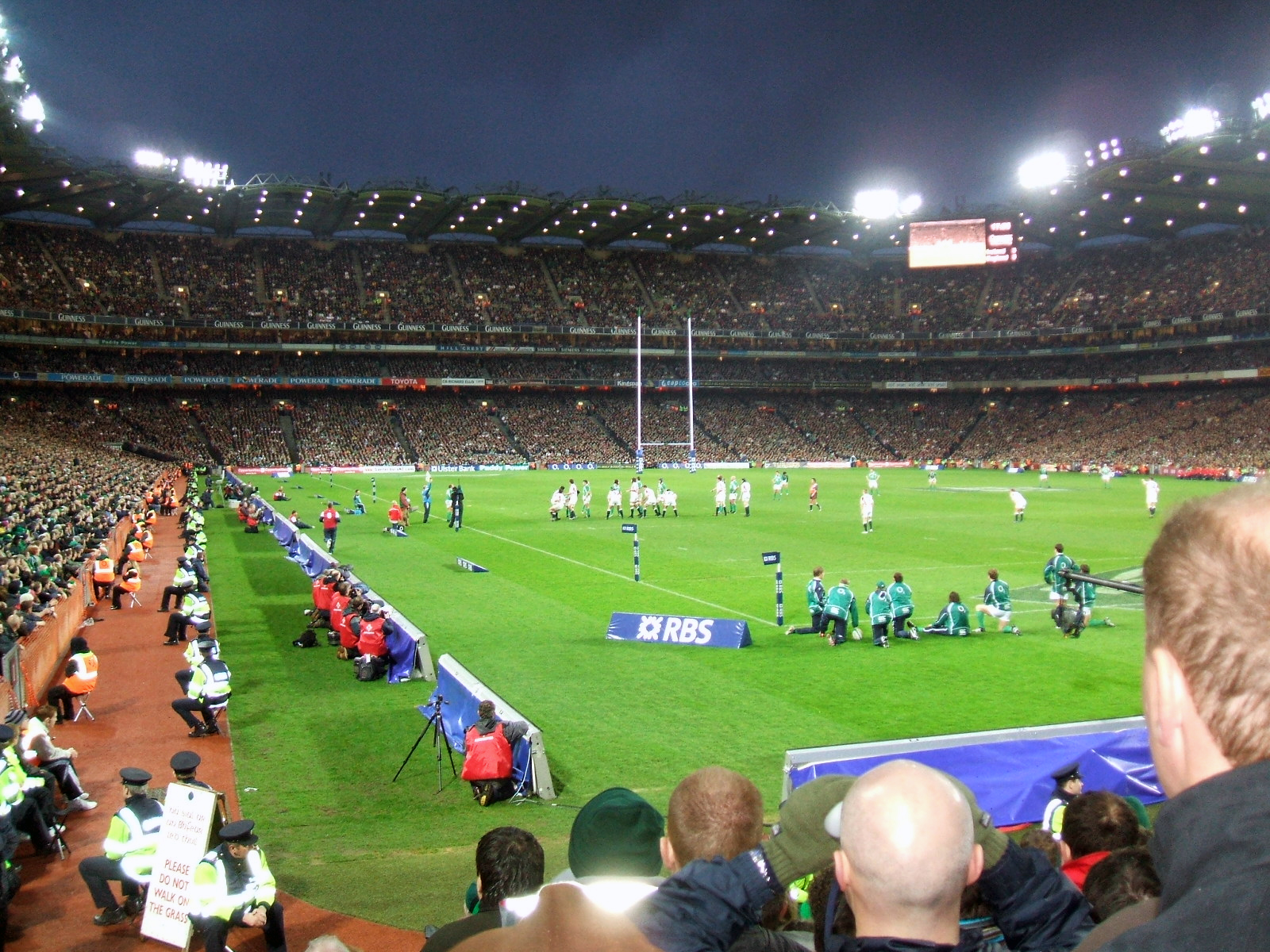
L'équipe d'Irlande au stade de Croke Park.

Construit en 1872, le stade se situe dans le quartier de Ballsbridge, à Dublin. D'une capacité de 50 500 spectateurs, il accueille 48 000 inconditionnels lors des matchs de rugby de l'Irlande et seulement 36 000 pour les matchs de football pour respecter les règles de la FIFA qui obligent de n'avoir que des places assises. Le stade ne contient que deux tribunes couvertes et possède encore des sièges en bois. Il possède également la particularité d'avoir une ligne de chemin de fer passant sous la tribune présidentielle, la gare de Lansdowne Road se trouve un peu plus loin.

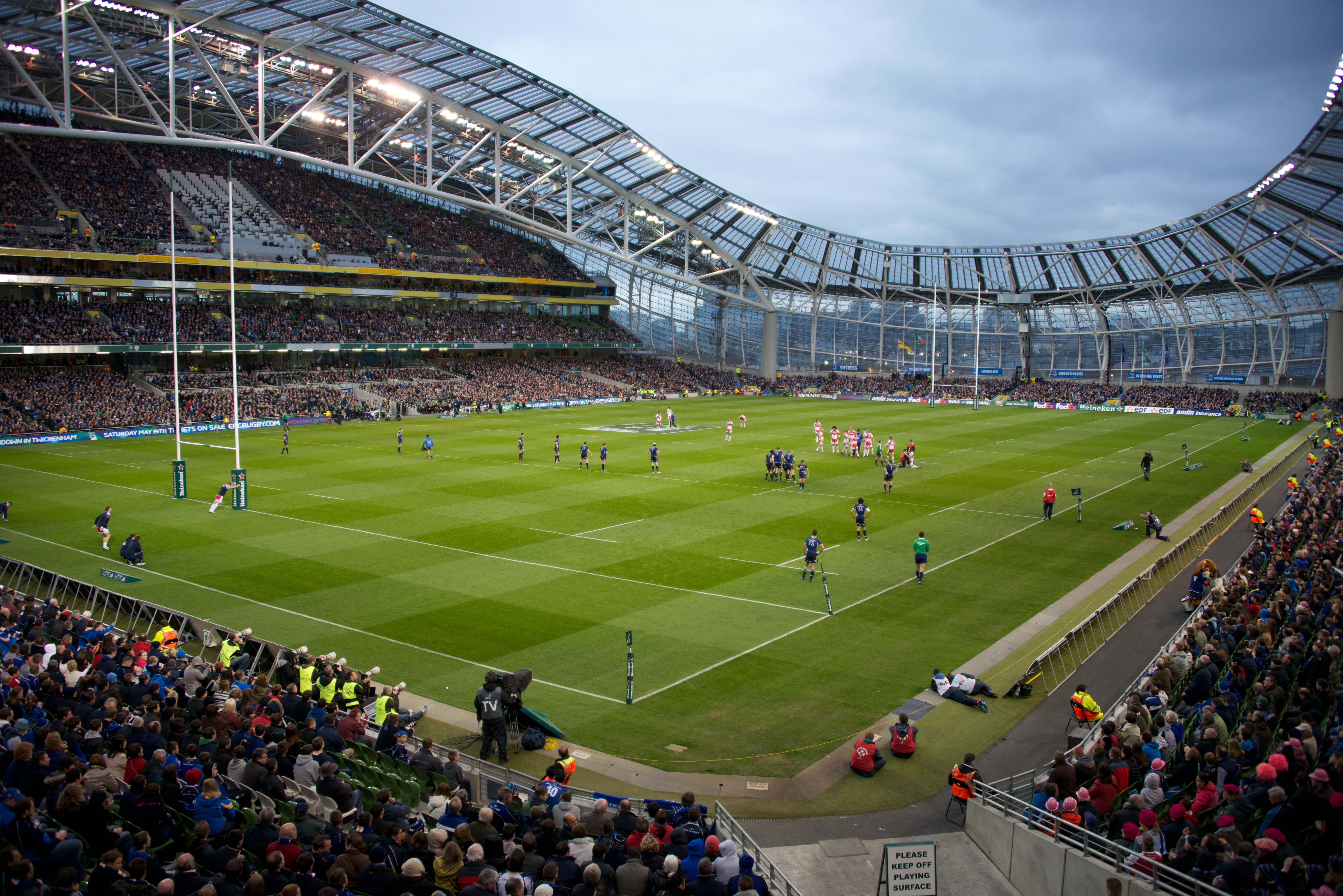
L'Aviva Stadium de Dublin.

Il est prévu que le stade soit rasé à partir de 2007 pour laisser la place à un nouveau stade ultramoderme d'une capacité de 55 000 spectateurs. Pendant la reconstruction, les rencontres des deux sélections de football et de rugby se déroulent, et ce pour la première fois de l'histoire, dans le temple des sports gaéliques de Croke Park, avec une capacité de 82 500 spectateurs c'est le plus grand stade de l'île d'Irlande. Le 24 février 2007, dans le cadre du Tournoi, le match Irlande-Angleterre s'est conclu par une nette victoire de l'équipe d'Irlande 43-13, véritable symbole pour le peuple Irlandais, car ce stade fut le cadre du Bloody Sunday (1920). Le chant des hymnes irlandais ce jour-là reste une des pages les plus émouvantes de l'histoire du sport irlandais.
Le XV d'Irlande dispute son premier match à l'Aviva Stadium, son nouveau stade, le 6 novembre 2010 face à l'Afrique du Sud, rencontre remportée par les springboks sur le score de 23 à 21 .

## Statistiques

### Statistiques sur les confrontations
Le tableau suivant dresse le bilan des matchs contre tous les adversaires de l'équipe d'Irlande, il est mis à jour au 18 octobre 2015.
L'équipe d'Irlande présente un bilan négatif par rapport à toutes les autres équipes majeures du rugby à XV : Afrique du Sud, Australie, Nouvelle-Zélande, Angleterre, pays de Galles, France, Écosse.
| Adversaires                 | Matchs | Victoires | Nuls | Défaites | Victoires |
| --------------------------- | ------ | --------- | ---- | -------- | --------- |
| Afrique du Sud              | 25     | 6         | 1    | 18       | 24,0      |
| Angleterre                  | 131    | 47        | 8    | 76       | 35,9      |
| Argentine                   | 16     | 10        | 0    | 6        | 62,5      |
| Australie                   | 32     | 10        | 1    | 21       | 31,25     |
| Barbarians                  | 2      | 1         | 0    | 1        | 50,0      |
| Canada                      | 7      | 6         | 1    | 0        | 85,7      |
| Écosse                      | 132    | 61        | 5    | 66       | 46,2      |
| États-Unis                  | 8      | 8         | 0    | 0        | 100,0     |
| Fidji                       | 5      | 5         | 0    | 0        | 100,0     |
| France                      | 96     | 32        | 7    | 57       | 33,3      |
| Géorgie                     | 4      | 4         | 0    | 0        | 100,0     |
| Italie                      | 26     | 22        | 0    | 4        | 84,6      |
| Japon                       | 5      | 5         | 0    | 0        | 100,0     |
| Namibie                     | 4      | 2         | 0    | 2        | 50,0      |
| Nouvelle-Zélande            | 29     | 5         | 1    | 27       | 3,45      |
| Māori néo-zélandais         | 2      | 0         | 0    | 2        | 00,0      |
| Pacific Islanders           | 1      | 1         | 0    | 0        | 100,0     |
| Pays de Galles              | 124    | 50        | 7    | 67       | 40,3      |
| Roumanie                    | 9      | 9         | 0    | 0        | 100,0     |
| Russie                      | 2      | 2         | 0    | 0        | 100,0     |
| Samoa                       | 6      | 5         | 0    | 1        | 83,3      |
| Tonga                       | 2      | 2         | 0    | 0        | 100,0     |
| Zimbabwe                    | 1      | 1         | 0    | 0        | 100,0     |
| Total contre 23 adversaires | 669    | 290       | 31   | 348      | 43,35     |

La plus large victoire de l'Irlande est acquise sur le score de 83 à 3 contre l'équipe de Canada, le 10 juin 2000. Sa plus large défaite est concédée sur le score de 60 à 0 contre la Nouvelle-Zélande le 23 juin 2012.

### Palmarès

#### Coupe du monde
Le tableau suivant récapitule les performances de l'Irlande en Coupe du monde. Les Irlandais n'ont jamais dépassé le stade des quarts de finale et en 2007, elle n'a pas réussi à passer la phase de poule.

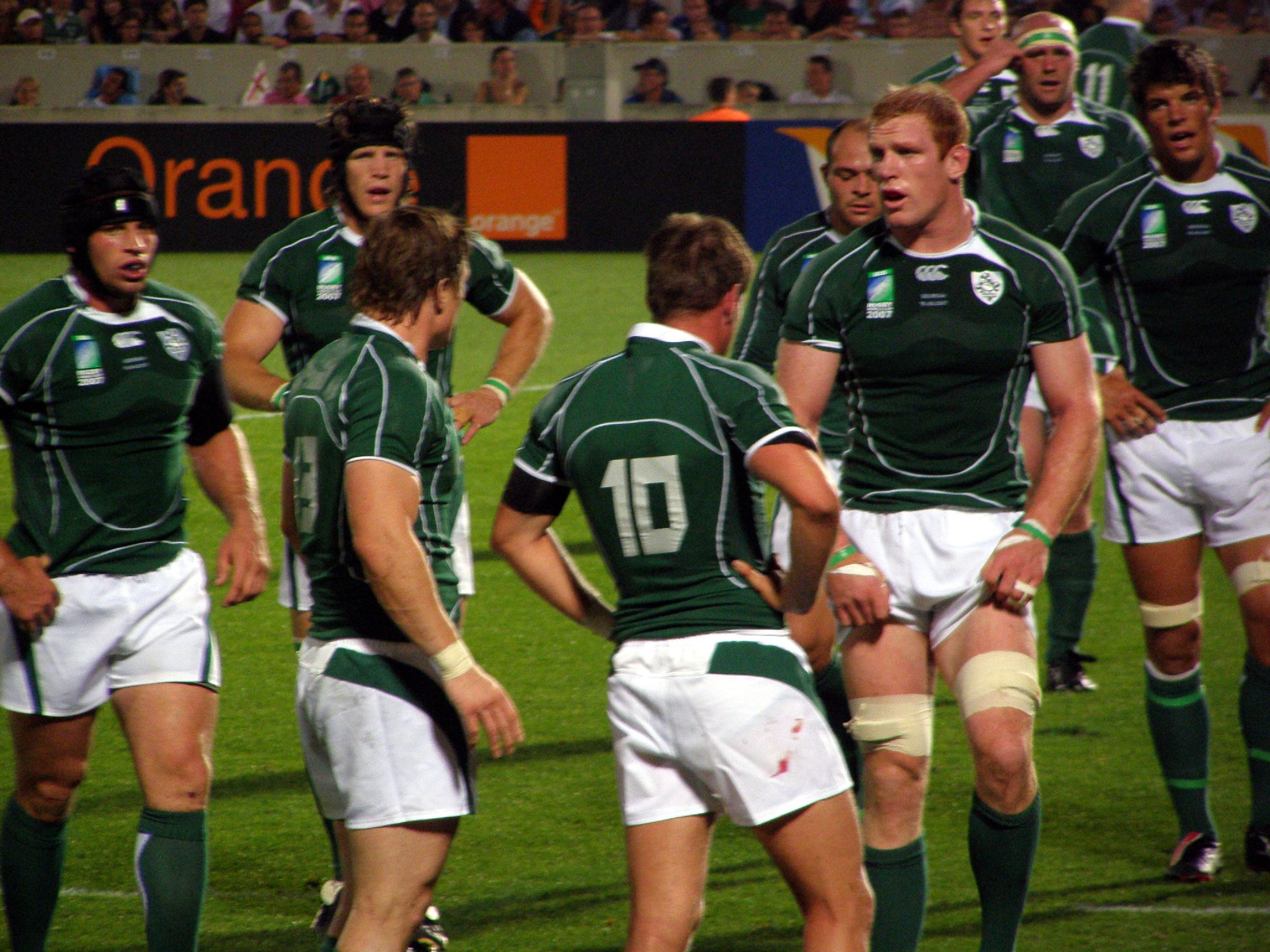
L'Irlande lors de la Coupe du monde de rugby 2007.

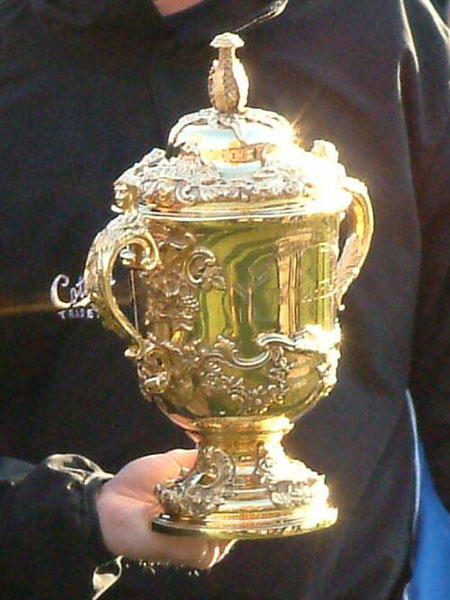
Coupe Webb Ellis.

| Édition | Organisateur(s)               | Place         | Article détaillé   |
| ------- | ----------------------------- | ------------- | ------------------ |
| 1987    | Nouvelle-Zélande et Australie | 1/4 de finale | Irlande en CM 1987 |
| 1991    | Angleterre                    | 1/4 de finale | Irlande en CM 1991 |
| 1995    | Afrique du Sud                | 1/4 de finale | Irlande en CM 1995 |
| 1999    | Pays de Galles                | barrage       | Irlande en CM 1999 |
| 2003    | Australie                     | 1/4 de finale | Irlande en CM 2003 |
| 2007    | France                        | poule         | Irlande en CM 2007 |
| 2011    | Nouvelle-Zélande              | 1/4 de finale | Irlande en CM 2011 |
| 2015    | Angleterre                    | 1/4 de finale | Irlande en CM 2015 |
| 2019    | Japon                         | 1/4 de finale | Irlande en CM 2019 |
| 2023    | France                        | 1/4 de finale | Irlande en CM 2023 |

#### Tournoi des Six Nations
| Nations        | Tournois disputés | victoires | dont victoires seule | dont Grands Chelems |
| -------------- | ----------------- | --------- | -------------------- | ------------------- |
| Pays de Galles | 129               | 39        | 28                   | 012                 |
| Angleterre     | 0127              | 39        | 29                   | 13                  |
| France         | 94                | 26        | 18                   | 10                  |
| Irlande        | 129               | 23        | 15                   | 4                   |
| Écosse         | 129               | 22        | 14                   | 3                   |
| Italie         | 24                | 0         | 0                    | 0                   |

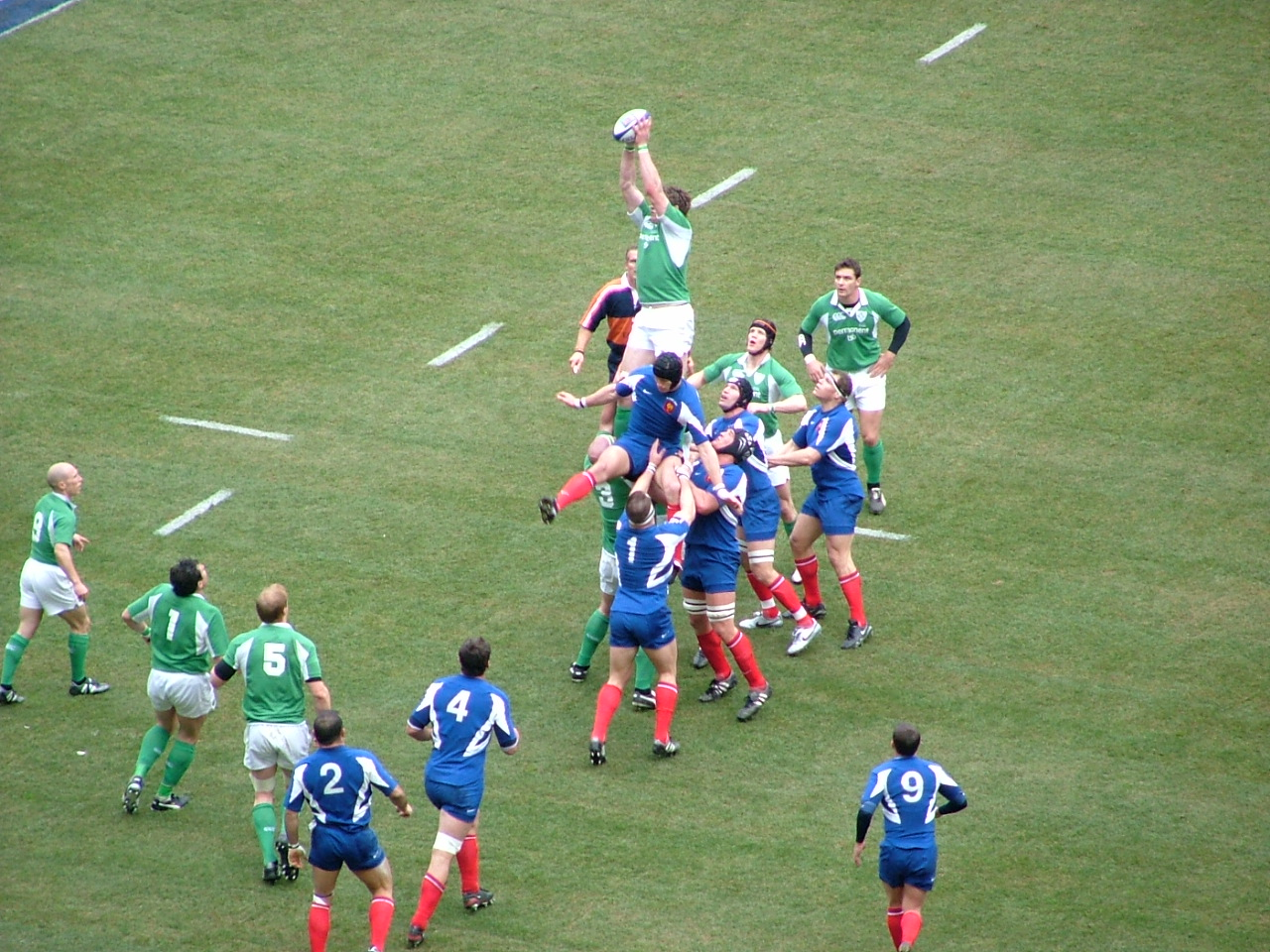
Touche lors d'un match du Tournoi face à la France.

- Grand Chelem : 1948, 2009, 2018, 2023
- Victoire seule : 1894, 1896, 1899, 1935, 1948, 1949, 1951, 1974, 1982, 1985, 2009, 2014, 2015, 2018, 2023, 2024
- Victoire partagée : 1906, 1912, 1926, 1927, 1932, 1939, 1973, 1983

### Statistiques concernant les joueurs

#### Record de sélections

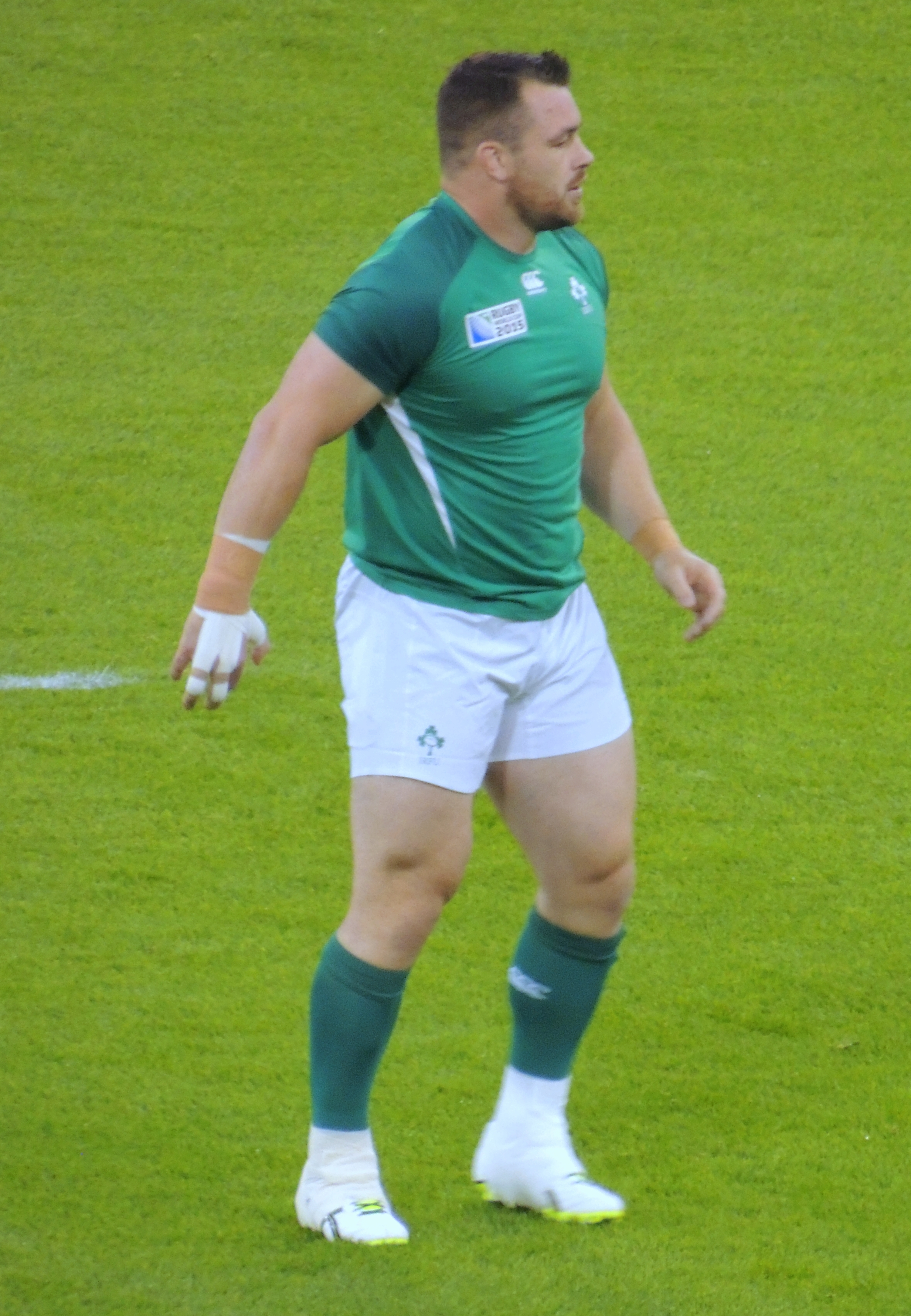
Cian Healy (Joueur le plus capé)

La liste suivante dresse le bilan des records de sélections pour l'équipe d'Irlande de rugby à XV. La liste met en valeur les joueurs des vingt-cinq dernières années, il faut noter qu'un classement par nombre de sélections ne dépend pas seulement de la qualité du joueur mais aussi du nombre de rencontres internationales. La création de la Coupe du monde en 1987 et la périodicité désormais bisannuelle des tournées influent sur ce classement et doivent donc être rappelées.
| Rang | Joueur           | Carrière  | Sélections |
| ---- | ---------------- | --------- | ---------- |
| 1    | Cian Healy       | 2009-2025 | 137        |
| 2    | Brian O'Driscoll | 1999-2014 | 133        |
| 3    | Ronan O'Gara     | 2000–2013 | 128        |
| 4    | Conor Murray     | 2011-2025 | 125        |
| 5    | Rory Best        | 2005-2019 | 124        |
| 6    | Jonathan Sexton  | 2009-2023 | 118        |
| 7    | Peter O'Mahony   | 2012–2025 | 114        |
| 8    | Paul O'Connell   | 2002–2015 | 108        |
| 9    | John Hayes       | 2000–2011 | 105        |
| 10   | Keith Earls      | 2008-2023 | 101        |

#### Points

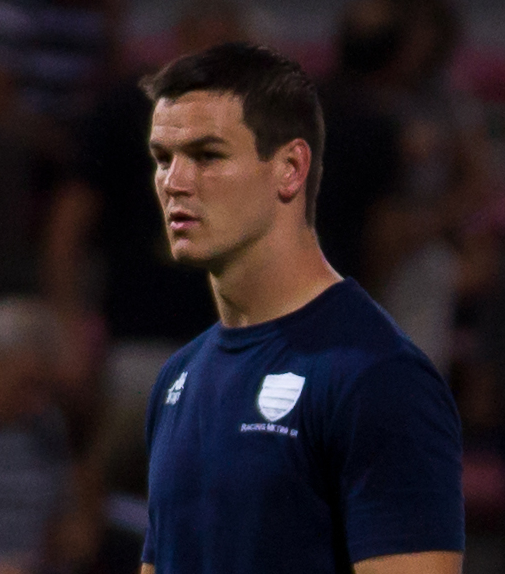
Jonathan Sexton.

Le record de points marqués est détenu par Jonathan Sexton avec 1 008 points. Jonathan Sexton est régulièrement le buteur titulaire de l'Irlande de 2009 à 2023. Il a partagé cette responsabilité et le poste de titulaire à l'ouverture avec Ronan O'Gara de 2009 à 2012.
La liste met en valeur les joueurs des vingt-cinq dernières années, le nombre de rencontres internationales par saison a augmenté et l'Irlande est plus compétitive sur la scène internationale depuis 2000.
| Rang | Joueur           | Carrière  | Points |
| ---- | ---------------- | --------- | ------ |
| 1    | Jonathan Sexton  | 2009–2023 | 1108   |
| 2    | Ronan O'Gara     | 2000–2013 | 1083   |
| 3    | David Humphreys  | 1996–2005 | 560    |
| 4    | Michael Kiernan  | 1982–1991 | 308    |
| 5    | Eric Elwood      | 1993–1999 | 296    |
| 6    | Brian O'Driscoll | 1999–2014 | 245    |
| 7    | Ollie Campbell   | 1976–1984 | 217    |
| 8    | Paddy Jackson    | 2013-2017 | 195    |
| 9    | Keith Earls      | 2008-2023 | 180    |
| 10   | Joey Carbery     | 2016-2022 | 164    |

#### Marqueurs d'essais

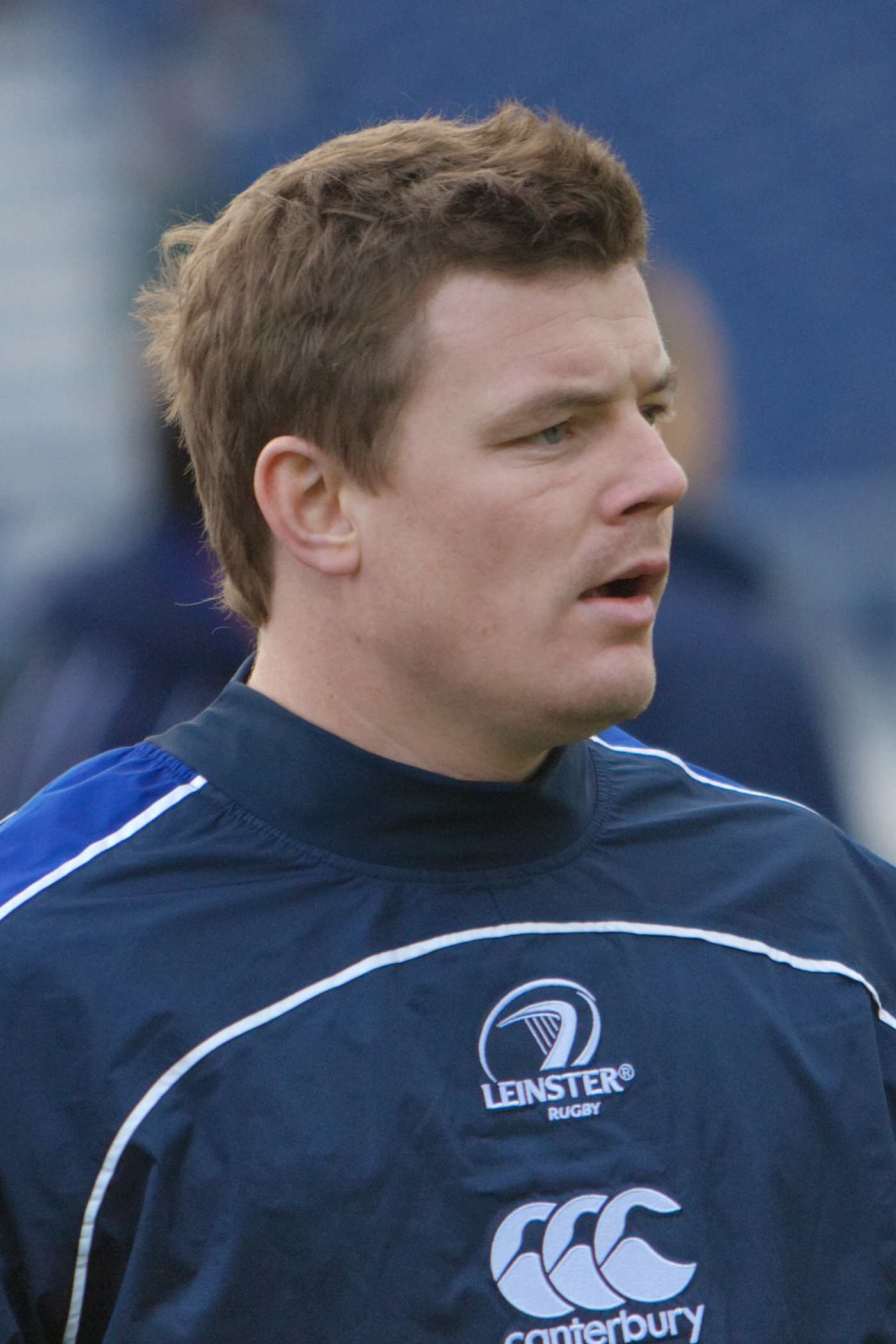
Brian O'Driscoll.

Brian O'Driscoll est le joueur qui a marqué le plus grand nombre d'essais avec l'Irlande, il a inscrit quarante-six essais en 133 sélections sous le maillot irlandais. Il occupe cette première place depuis le Tournoi des Six Nations 2003, où il dépasse alors Brendan Mullin avec un essai contre l'Italie. Il est également détenteur du record d'essais dans toute l'histoire du Tournoi des Six Nations avec vingt-six essais, effaçant lors du Tournoi des Six Nations 2011 le vieux record de vingt-quatre essais détenu par l'Écossais Ian Smith qui remonte à 1933.
Essais avec l'Irlande
| Rang | Joueur           | Carrière  | Essais |
| ---- | ---------------- | --------- | ------ |
| 1    | Brian O'Driscoll | 1999–2014 | 46     |
| 2    | Keith Earls      | 2008-2023 | 36     |
| 3    | Tommy Bowe       | 2004–2017 | 30     |
| 4    | Denis Hickie     | 1997–2007 | 29     |
| 5    | Shane Horgan     | 2000-2009 | 21     |
| 6    | Girvan Dempsey   | 1998–2008 | 19     |
| 6    | Jacob Stockdale  | 2017-     | 19     |
| 8    | Geordan Murphy   | 2000–2011 | 18     |
| 8    | Jonathan Sexton  | 2009-2023 | 18     |
| 8    | Conor Murray     | 2011-2025 | 18     |

## Personnalités duXV du Trèfle

### Groupe actuel
Le 4 juin, l'Irlande a nommé une équipe de 32 joueurs pour ses matchs internationaux de juillet contre la Géorgie et le Portugal.

#### Avants
| Nom                      | Naissance         | Sélections (points marqués) | Province   | Année de 1re sélection |
| Talonneurs               | Talonneurs        | Talonneurs                  | Talonneurs | Talonneurs             |
| ------------------------ | ----------------- | --------------------------- | ---------- | ---------------------- |
| Gus McCarthy             | 23 juillet 2003   | 6 (10)                      | Leinster   | 2024                   |
| Stephen Smyth            | 1er août 2004     | -                           | Leinster   | -                      |
| Tom Stewart              | 11 janvier 2001   | 4 (0)                       | Ulster     | 2023                   |
| Piliers                  |                   |                             |            |                        |
| Jack Aungier             | 20 novembre 1998  | 1 (0)                       | Connacht   | 2025                   |
| Jack Boyle               | 10 mars 2002      | 4 (0)                       | Leinster   | 2025                   |
| Tom Clarkson             | 22 février 2000   | 8 (5)                       | Leinster   | 2024                   |
| Paddy McCarthy           | 28 mai 2003       | -                           | Leinster   | -                      |
| Michael Milne            | 5 février 1999    | 2 (0)                       | Munster    | 2025                   |
| Tom O'Toole              | 23 septembre 1998 | 17 (0)                      | Ulster     | 2021                   |
| Deuxièmes lignes         |                   |                             |            |                        |
| Thomas Ahern             | 22 février 2000   | 2 (0)                       | Munster    | 2025                   |
| Cormac Izuchukwu         | 28 janvier 2000   | 3 (0)                       | Ulster     | 2024                   |
| Darragh Murray           | 4 juillet 2001    | 2 (0)                       | Connacht   | 2025                   |
| Troisièmes lignes aile   |                   |                             |            |                        |
| Ryan Baird               | 26 juillet 1999   | 27 (10)                     | Leinster   | 2021                   |
| Alex Kendellen           | 3 mars 2001       | 1 (0)                       | Munster    | 2025                   |
| Cian Prendergast         | 23 février 2000   | 5 (10)                      | Connacht   | 2022                   |
| Nick Timoney             | 1er août 1995     | 4 (20)                      | Ulster     | 2021                   |
| Troisièmes lignes centre |                   |                             |            |                        |
| Gavin Coombes            | 11 décembre 1997  | 3 (5)                       | Munster    | 2021                   |
| Max Deegan               | 1er octobre 1996  | 4 (0)                       | Leinster   | 2020                   |

#### Arrières
| Nom               | Naissance        | Sélections (points marqués) | Province       | Année de 1re sélection |
| Demis de mêlée    | Demis de mêlée   | Demis de mêlée              | Demis de mêlée | Demis de mêlée         |
| ----------------- | ---------------- | --------------------------- | -------------- | ---------------------- |
| Craig Casey       | 19 avril 1999    | 20 (17)                     | Munster        | 2021                   |
| Nathan Doak       | 17 décembre 2001 | -                           | Ulster         | -                      |
| Ben Murphy        | 23 avril 2001    | 2 (5)                       | Connacht       | 2025                   |
| Demis d'ouverture |                  |                             |                |                        |
| Jack Crowley      | 13 janvier 2000  | 26 (153)                    | Munster        | 2022                   |
| Sam Prendergast   | 23 février 2003  | 9 (73)                      | Leinster       | 2024                   |
| Centres           |                  |                             |                |                        |
| Hugh Gavin        | 10 janvier 2004  | 1 (10)                      | Connacht       | 2025                   |
| Stuart McCloskey  | 6 août 1992      | 21 (25)                     | Ulster         | 2016                   |
| Jamie Osborne     | 16 novembre 2001 | 8 (10)                      | Leinster       | 2024                   |
| Ailiers           |                  |                             |                |                        |
| Shayne Bolton     | 22 juillet 2000  | 1 (10)                      | Connacht       | 2025                   |
| Calvin Nash       | 8 août 1997      | 12 (20)                     | Munster        | 2023                   |
| Jimmy O'Brien     | 27 novembre 1996 | 10 (5)                      | Leinster       | 2022                   |
| Tommy O'Brien     | 28 mai 1998      | 2 (20)                      | Leinster       | 2025                   |
| Jacob Stockdale   | 3 avril 1996     | 38 (95)                     | Ulster         | 2017                   |
| Arrières          |                  |                             |                |                        |
| Ciarán Frawley    | 4 décembre 1997  | 9 (18)                      | Leinster       | 2023                   |

### Joueurs emblématiques
L'équipe d'Irlande a compté de nombreux joueurs internationaux. Il n’est pas possible de les citer tous ici, on se reportera à Catégorie:Joueur international irlandais de rugby à XV pour en avoir une liste plus complète. La liste suivante est limitée à des joueurs qui ont au moins 60 sélections en équipe d'Irlande, plus quelques personnalités marquantes (capitaines du XV du Trèfle, membres du Temple international de la renommée du rugby, joueurs comptant moins de sélections mais ayant évolué à une époque où il y avait moins de matchs internationaux).
| - Rory Best - Tommy Bowe - Peter Clohessy - William Ernie Crawford - Sean Cronin - Gordon D'Arcy - Eugene Davy - Girvan Dempsey - Keith Earls - Simon Easterby - Ciaran Fitzgerald - Anthony Foley - Tadhg Furlong - Mike Gibson - John Hayes - Cian Healy - Jamie Heaslip - Iain Henderson - Robbie Henshaw - Denis Hickie - Marcus Horan | - Shane Horgan - David Humphreys - Paddy Johns - James Kavanagh - Moss Keane - Rob Kearney - Michael Kiernan - Tom Kiernan - Jack Kyle - Donal Lenihan - Hugo MacNeill - Kevin Maggs - Phillip Matthews - Willie-John McBride - Sidney Millar - Karl Mullen - Brendan Mullin - Geordan Murphy - Conor Murray - Donncha O'Callaghan - Paul O'Connell | - Brian O'Driscoll - Ronan O'Gara - Malcolm O'Kelly - Peter O'Mahony - Tony O'Reilly - Phil Orr - Andrew Porter - Eoin Reddan - Garry Ringrose - Mike Ross - James Ryan - Jonathan Sexton - Fergus Slattery - George Stephenson - Peter Stringer - Andrew Trimble - Devin Toner - David Wallace - Keith Wood - Josh van der Flier |  |

Parmi ces joueurs emblématiques, le tableau suivant distingue quelques joueurs qui possèdent le meilleur palmarès en nombre de sélections et de titres remportés avec l'équipe d'Irlande. Par leur activité, ils couvrent la période 1947-2023.
| Joueur               | Période   | Poste                | Capes | Tournois | Distinctions |
| -------------------- | --------- | -------------------- | ----- | --- | --- |
| Mike Gibson,         | 1964-1979 | Centre               | 69    | - Vainqueur du Tournoi des Cinq Nations en 1973 (victoire partagée), 1974                                                   | - Temple international de la renommée - Record irlandais de sélections de l'époque (69) - Record de matches disputés lors du Tournoi des Cinq/Six Nations (56)                                                                  |
| John Hayes           | 2000-2009 | Pilier               | 94    | - Grand Chelem en 2009 - Triple Couronne en 2004, 2006, 2007                                                                | - Record irlandais de sélections de l'époque (94) |
| Tom Kiernan          | 1960-1973 | Arrière              | 54    | - Tournoi des Cinq Nations en 1973 (victoire partagée)                                                                      | - Temple international de la renommée - 24 fois capitaine de l'équipe d'Irlande |
| Jack Kyle            | 1947-1958 | Demi d'ouverture     | 46    | - Grand Chelem en 1948 - Tournoi des Cinq Nations en 1949 (Triple Couronne), 1951                                           | - Temple international de la renommée - Record irlandais de sélections de l'époque (46) |
| Willie-John McBride, | 1962-1975 | Deuxième ligne       | 89    | - Tournoi des Cinq Nations en 1973 (victoire partagée), 1974                                                                | - Temple international de la renommée - 63 sélections avec l'équipe d'Irlande - 17 test-matches avec les Lions britanniques, en 1962, 1966, 1968, 1971 et 1974.                                                                 |
| Sidney Millar        | 1958-1970 | Pilier               | 37    | | - Temple international de la renommée - 37 sélections avec l'équipe d'Irlande - 9 test matches avec les Lions britanniques, en 1959, 1962 et 1968.                                                                              |
| Brian O'Driscoll     | 1999-2014 | Centre               | 133   | - Grand Chelem en 2009 - Vainqueur du Tournoi des Six Nations 2014 - Triple Couronne en 2004, 2006, 2007                    | - Record irlandais d'essais (46) - 83 fois capitaine (Record irlandais) - 8 test matches avec les Lions britanniques, en 2001, 2005, 2009 et 2013.                                                                              |
| Ronan O'Gara         | 2000-2013 | Demi d'ouverture     | 128   | - Grand Chelem en 2009 - Triple Couronne en 2004, 2006, 2007                                                                | - Record irlandais de points (1083) jusqu'en 2023 - Meilleur réalisateur du Tournoi des Six Nations (557) jusqu'en 2023 |
| Malcolm O'Kelly,     | 1997-2009 | Deuxième ligne       | 92    | - Grand Chelem en 2009 - Triple Couronne en 2004, 2006                                                                      | - Record irlandais de sélections de l'époque (92) (dépassé par John Hayes) |
| Tony O'Reilly        | 1955-1970 | Ailier               | 29    | | - Temple international de la renommée - 10 test-matches avec les Lions britanniques, en 1955 et 1959. |
| Jonathan Sexton      | 2009-2023 | Demi d'ouverture     | 118   | - Grand Chelem en 2018 et 2023 - Vainqueur du Tournoi des Six Nations en 2014 et 2015 - Triple Couronne en 2018, 2022, 2023 | - 6 test matchs avec les Lions britanniques en 2013 et 2017 - Meilleur joueur du monde World Rugby en 2018 - Record irlandais de points (1108) - Meilleur réalisateur du Tournoi des Six Nations (566) - Capitaine de l'Irlande |
| Fergus Slattery      | 1970-1984 | Troisième ligne aile | 61    | - Tournoi des Cinq Nations en 1973 (victoire partagée), 1974, 1982 et 1983 (victoire partagée).                             | - Temple international de la renommée - 17 fois capitaine de l'équipe d'Irlande |
| Keith Wood,          | 1994-2003 | Talonneur            | 58    | | - Temple international de la renommée - 33 fois capitaine de l'équipe d'Irlande |

### Entraîneurs notables
Ronnie Dawson devient, en 1969, le premier sélectionneur de l'équipe d'Irlande. C'est un ancien joueur de l'équipe nationale d'Irlande et de celle des Lions britanniques et irlandais. Il jouait au poste de talonneur. Il connaît vingt-sept sélections avec l'Irlande, et en est le capitaine à onze reprises. Il a participé à la tournée des Lions en 1959 en Australasie, jouant six test matchs et étant le capitaine. Il est l'entraîneur des Lions britanniques et irlandais en 1968 en tournée en Afrique du Sud.
le Néo-Zélandais Warren Gatland est le sélectionneur pour la période de 1998 à 2001. Il est nommé en remplacement de Brian Ashton, mais au bout de trois ans, il est démis.
Eddie O'Sullivan, adjoint de Gatland de 1999 à 2001, devient sélectionneur après le renvoi de ce dernier. Connu pour son style décontracté, O'Sullivan présente un bilan de trois triples couronnes et une Coupe du monde de rugby 2003 honorable. L'Irlande entame la Coupe du monde de rugby 2007 avec des ambitions. Malgré l'élimination prématurée, la confiance est toutefois maintenue à Eddie O'Sullivan, mais il ne résiste pas à la quatrième place obtenue lors du tournoi des six nations suivant.
De mai 2008 à avril 2013, le sélectionneur est Declan Kidney. Celui-ci, qui avait conduit l'équipe d'Irlande des moins de 19 ans à la victoire lors de la Coupe du monde 1998, dirige le XV du Trèfle qui remporte le Grand Chelem en 2009, le deuxième de l'histoire de l'Irlande après celui de 1948.
En 2013, après un intérim de Les Kiss, Joe Schmidt prend en charge l'équipe. Pour sa première saison à la tête du XV du Trèfle, ce dernier remporte le tournoi 2014. Il reste en poste jusqu'à la Coupe du monde 2019, avant de laisser la place à son adjoint anglais Andy Farrell.

## Aspects socio-économiques

### Popularité du rugby à XV en Irlande et ses conséquences
Le rugby à XV est un sport populaire qui fait partie de la culture nationale de l'Irlande et qui est pratiqué par environ 14 500 joueurs licenciés adultes. Il y a actuellement environ 86 500 joueurs de rugby à XV en Irlande.
Le rugby à XV est un des principaux sports en Irlande. Il est néanmoins devancé largement par les sports gaéliques et par le football. Contrairement aux Anglais ou aux Gallois, jamais le rugby à XIII n'a pu s'implanter et concurrencer le rugby à XV. Le rugby à XV a une très forte tradition universitaire. À ce titre la plus célèbre école de rugby d'Irlande est celle de Blackrock College à Dublin.
La particularité du rugby est que ses compétitions et son équipe nationale sont transnationales, comprenant des clubs et donc des joueurs d'Irlande et d'Irlande du Nord.

Drapeau de l'Irlande (pays)
Armoiries de l'Irlande
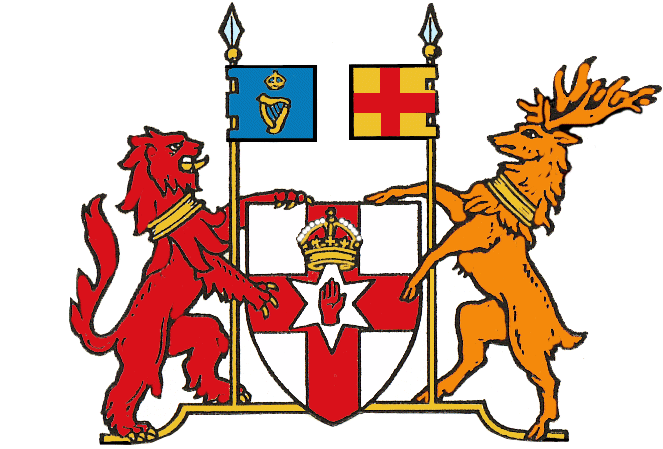
Armoiries de l'Irlande du Nord
Drapeau de l'Irlande du Nord

Le championnat d'Irlande se joue entre les clubs, mais la principale compétition est l'United Rugby Championship, composé d'équipes représentant les provinces d'Irlande, des franchises écossaises, galloises, italiennes et sud-africaines.

### Couverture audiovisuelle
Les droits de retransmission en Irlande des matchs du XV irlandais sont détenus par la BBC qui possède l'exclusivité pour les matchs du tournoi des six nations et les autres rencontres : les matchs de rugby disputés par l'Irlande lors du Tournoi des Six Nations et de la phase finale de la Coupe du monde trouvent un écho particulier auprès de la population irlandaise et justifient donc la retransmission sur le service public,.

### Aspects économiques
Les droits de télévision, le sponsoring et la vente de billets d'entrée aux matchs du Tournoi sont des sources de revenus importantes pour les fédérations de rugby.
Les profits générés par le Tournoi sont partagés entre les fédérations nationales de rugby en plusieurs parts selon différents critères :
- une part répartie également entre les pays membres ;
- une part qui est fonction du nombre de clubs de chaque pays ;
- une part qui est fonction du classement des sélections.

Plusieurs grands groupes industriels sponsorisent le rugby à XV et, en particulier, le Tournoi des six nations. Pour ces groupes, le rugby représente l'esprit d'équipe, la convivialité, la puissance. Autant de valeurs auxquelles ils souscrivent et souhaitent être associés. Les sponsors bénéficient d'une excellente visibilité pendant la retransmission des matchs du Tournoi des six nations, la présence d'une marque sur les panneaux publicitaires qui entourent le terrain représente environ 1,6 million d'euros d'équivalent publicitaire.
L'Irish Rugby Football Union a profité des bons résultats des années 2000. Les supporters ont cependant toujours répondu présents et la vente de billets représente plus de 50 % des recettes.
Les bons résultats ont permis aussi à la fédération d’augmenter les recettes par les sponsors et la vente de maillots. Une autre source de revenus viendra par l'augmentation de la capacité de Lansdowne Road.
Le public se déplace de loin et en masse. Aussi, les hôtels, les transports, les commerces profitent directement de l'organisation des matchs.